# Luca Signorelli
Luca Signorelli, né Luca d'Egidio di Ventura appelé parfois Luca da Cortona, né à Cortone vers 1450 et mort dans cette même ville le 16 octobre 1523, est un peintre italien de l'école florentine.

## Biographie
Luca Signorelli est né à Cortone vers 1450. Il est le fils unique de Gilio (ou Egidio) di Luca di Angelo di maestro Ventura et de Bartolomea di Domenico di Schiffo.
Son père et ses ancêtres sont des peintres qui ont été actifs à Cortone pendant plusieurs générations.
Il a épousé Gallizia di Piero Carnesecchi, avec qui il a eu quatre enfants : Antonio, Felicia, Tommaso et Gabriella.
Au cours de sa vie, il a été actif au service de l'administration de Cortone, exerçant entre 1480 et 1523, la fonction de prieur à douze reprises.
Il a également été élu dix fois au Conseil des Dix-Huit et douze fois au Conseil général.

### Les Années de Formation

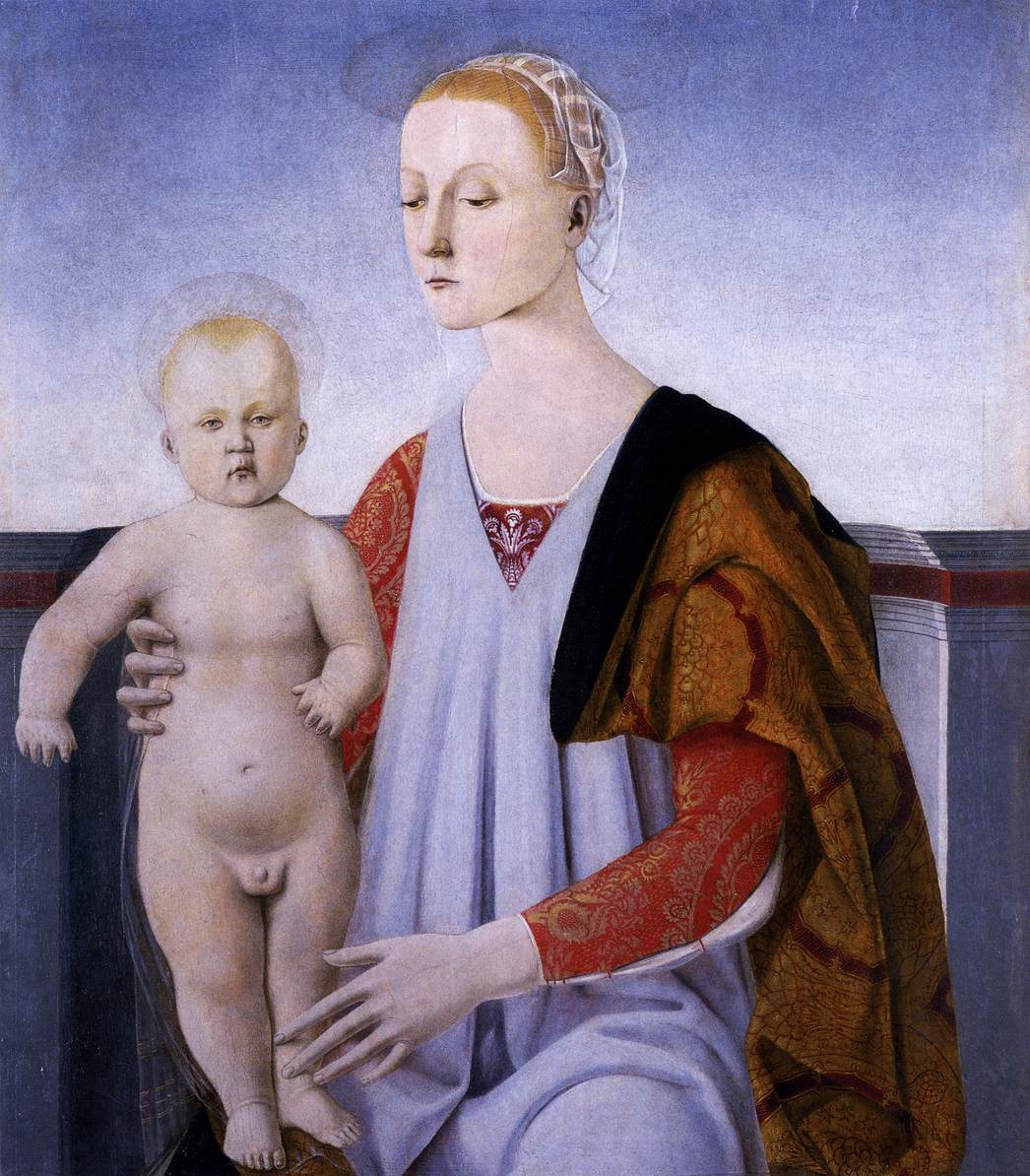
La Madone Cini, aujourd’hui attribué à l’école de Piero della Francesca qui fut peut-être de la main de Luca Signorelli. Vers 1470-1475. Détrempe et huile sur bois - 63 x 55 cm. Venise, Fondation Giorgio-Cini

Luca Signorelli semble avoir étudié à Arezzo dans l’atelier du peintre et mathématicien toscan Piero della Francesca, comme en témoignent Luca Pacioli (en 1494) et Giorgio Vasari après lui (en 1568).
Ce serait donc au contact du maître de Borgo San Sepolcro qu'il tirerait sa maîtrise de la perspective.
Pourtant ses débuts d’artiste sous le signe de Piero della Francesca demeurent encore incertains, en raison de l’insuffisance de sources fiables et des difficultés d'attribution des œuvres dont aucune ne présente réellement les caractères de sa production de pleine maturité.
Bernard Berenson essaya de lui attribuer trois tableaux, les Vierges à l’Enfant de l’école de Piero della Francesca, aujourd’hui au Museum of Fine Arts de Boston, à l’Ashmolean Museum d’Oxford et à la Fondation Giorgio Cini de Venise,.
Après son probable séjour dans la Ville d’Arezzo, il part pour Florence où il devient le disciple d'Andrea del Verrocchio et des Pollaiuolo.
Vers 1470, il épouse Gallizia di Piero Carnesecchide, fille issue d’une très ancienne famille patricienne florentine, et de laquelle il a quatre enfants : Antonio, Felicia, Tommaso et Gabriella.
Les descriptions vasariennes des premières œuvres peintes autour de 1472 semblent cependant confirmer l’ascendance des dernières œuvres de Piero della Francesca, comme le Polyptyque de Saint-Augustin : en exemple, on cite un Saint Michel « qui pèse les âmes », décrit comme admirable « dans la splendeur des armes et dans les réverbérations ».
Le premier travail documenté, bien que la source soit seulement locale et ne se recoupe avec aucune autre source, serait une Madone avec Saints peinte à fresque dans la ville de Città di Castello en 1474, dont il ne reste que quelques fragments détachés parmi lesquels une représentation de saint Paul aujourd’hui conservée dans la Pinacothèque communale de Città di Castello.
Bien qu’ils soient difficiles à évaluer, les traits du visage du saint ont récemment conduit le savant Tom Henry à confirmer la thèse de Bernard Berenson et à renforcer l’attribution à Luca.

### La Sainte Maison de Lorette
C’est à Lorette, dans les Marches italiennes, que Luca Signorelli a l’occasion de réaliser son premier chef-d’œuvre à l’endroit même où son maître, Piero della Francesca, a œuvré :

Piero travailla en effet entre 1447 et 1452 dans la Sacristie della Cura de la Basilique de la Sainte Maison de Lorette assisté, comme l'atteste Giorgio Vasari, de Domenico Veneziano et dont le travail pictural fut interrompu par une épidémie de peste. 

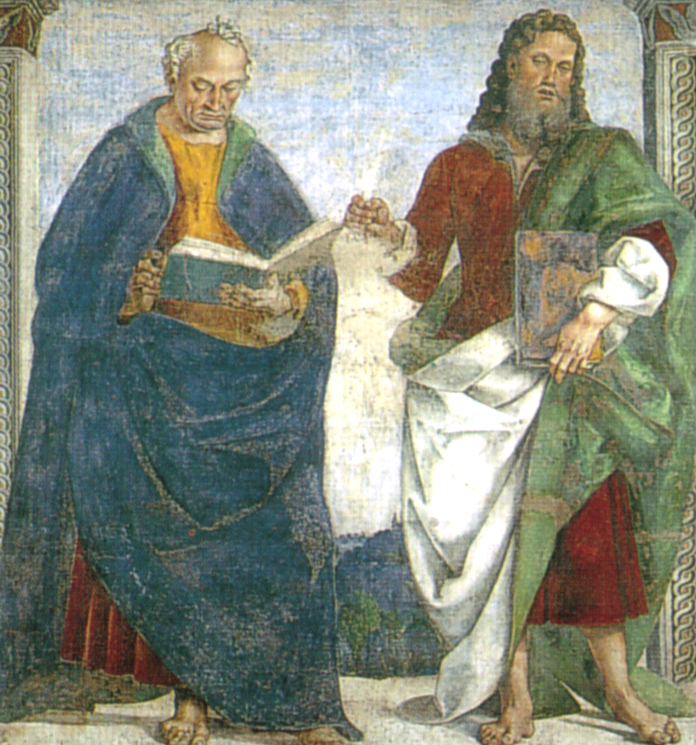
Couple d’apôtres, Basilique de Lorette.
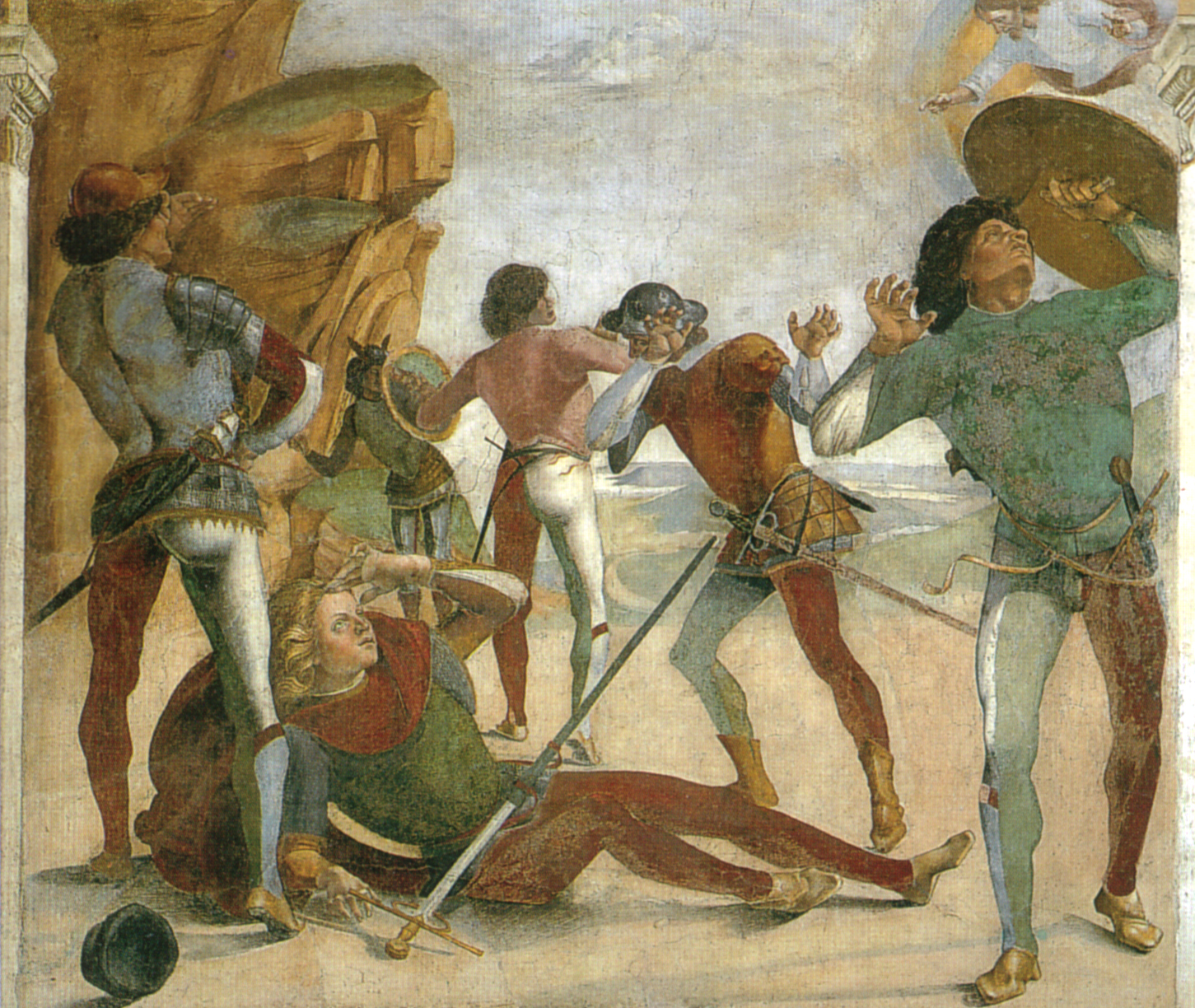
Conversion de saint Paul, Basilique de Lorette.
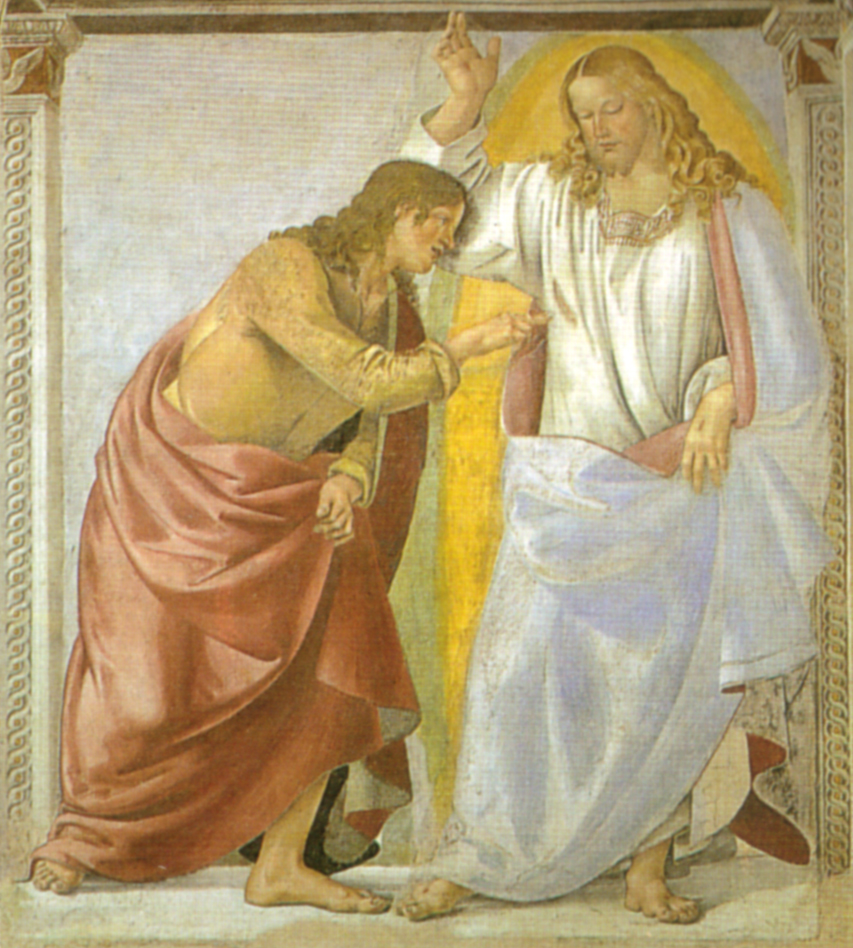
Incrédulité de saint Thomas, Basilique de Lorette.

Entre 1477 et 1480, Luca Signorelli est alors chargé d’entreprendre l’ensemble des fresques de la Chapelle octogonale avec l’assistance du peintre Don Pietro Dei.
La voûte à huit segments sera décorée d'une série de huit anges musiciens, suivis par l'alternance des quatre Évangélistes et des Docteurs de l’Église, et sur les murs apparaitront les scènes de la Conversion de saint Paul sur la route de Damas et de l'Incrédulité de saint Thomas, ainsi que cinq paires d'Apôtres.
L’historien d’art, Pietro Scarpellini note que l'agencement des figures apostoliques monumentales autour du spectateur lui donne l'impression de les voir se faire face depuis l'avant-scène en créant une sorte de « scène tournante » non sans évoquer de manière anachronique quelque chose du zootrope.

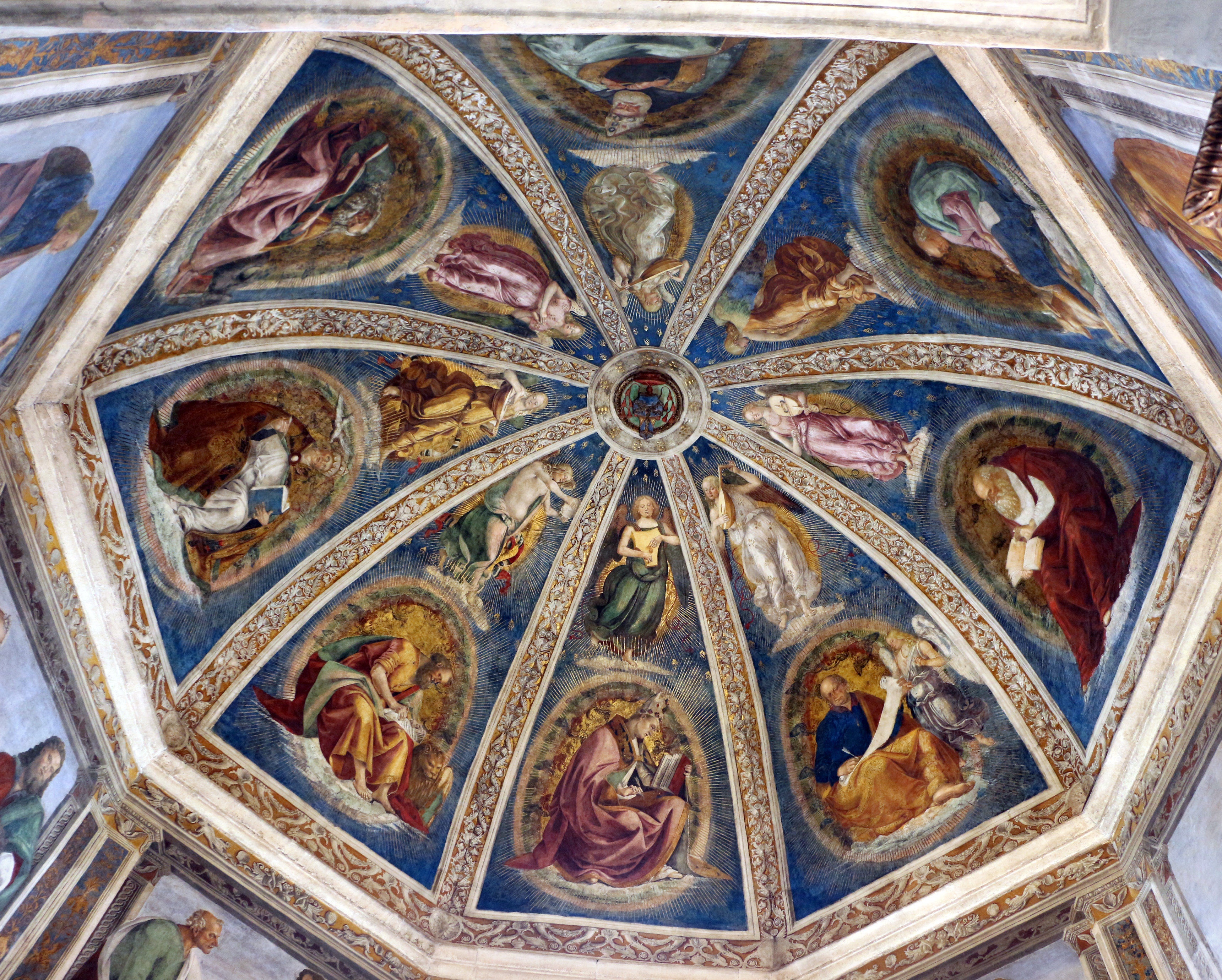
Vue oblique de la voûte.
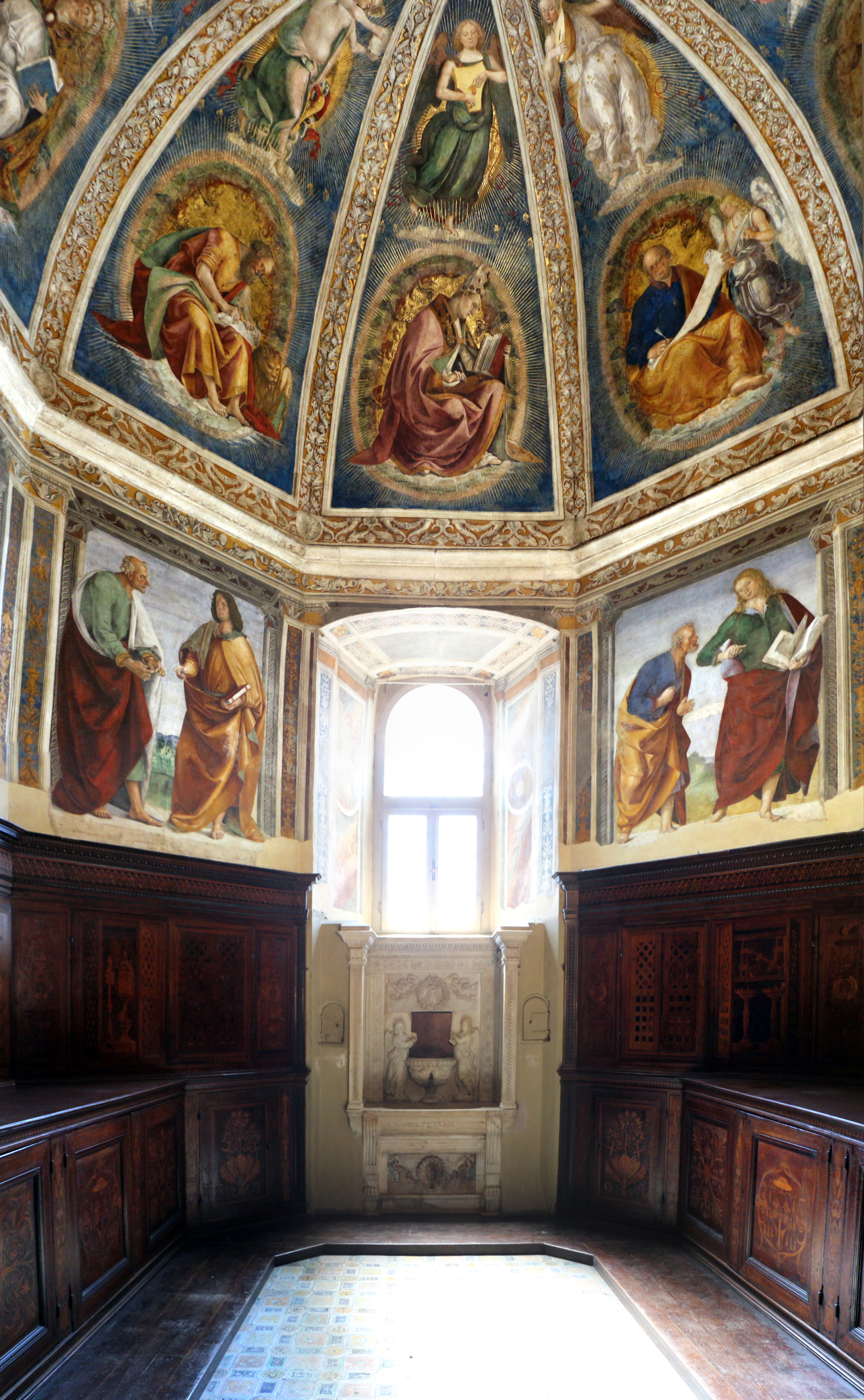
Chapelle de la Sagrestia della Cura (ou Sagrestia San Giovanni) de Sainte Maison de Lorette.
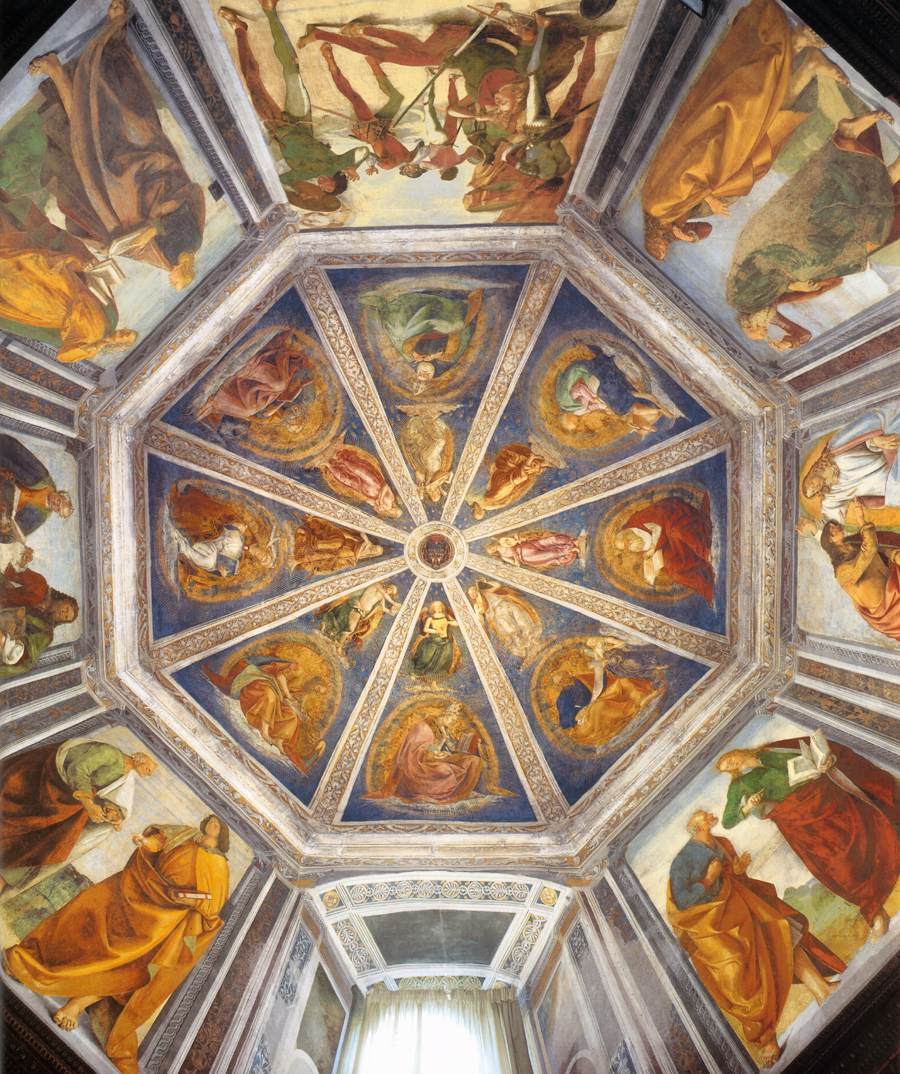
Vue zénithale de la Voûte octogonale de la Sagrestia San Giovanni.

« Les anges de Signorelli, à Lorette, dansent, jouent harpe, psautiers, violons, cymbales, et ondoient dans les voiles de lumières allumés des nimbes, des flammèches, du soleil qui rayonnent derrière le corps et irradient tout autour dans le ciel de la Sacristie ». Voir article : Sacristie della Cura (Lorette).

### La Chapelle Sixtine
Le trentenaire Luca Signorelli ne figure pas parmi les noms des propriétaires de l’entreprise florentine qui fut chargée par Sixte IV, sur le conseil de Laurent le Magnifique, de peindre à fresque la Chapelle.
Il a dû inscrire son intervention à la suite du Pérugin qui était probablement le surintendant général de l’œuvre, aux côtés des maîtres Botticelli, Ghirlandaio et Cosimo Rosselli qui sont les signataires du contrat officiel, daté du 27 octobre 1481.
Luca Signorelli, avec Bartolomeo della Gatta, peut-être d'après le dessin de Perugino y réalise la fresque du Testament et Mort de Moïse, fresque (350 × 572 cm) réalisée vers 1482 et faisant partie de la décoration du registre médian de la Chapelle Sixtine au Vatican.

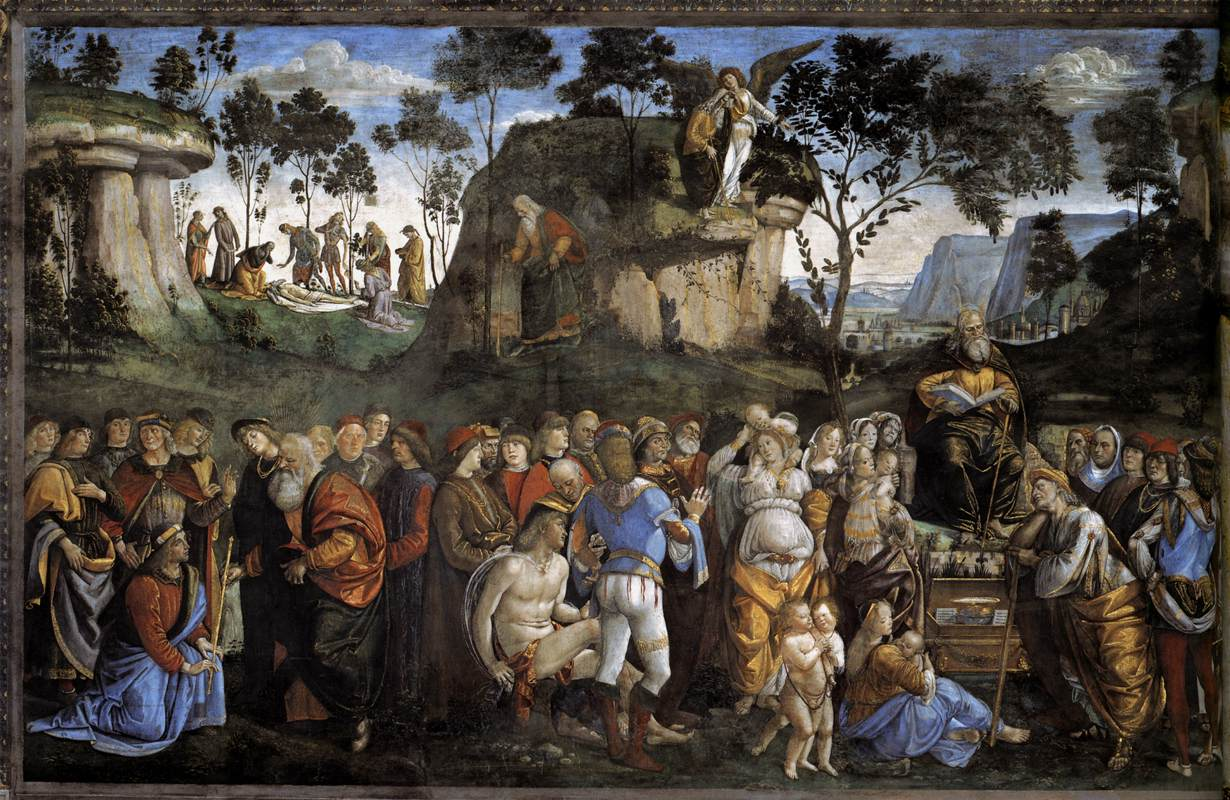
Fresque du Testament et Mort de Moïse de La Chapelle Sixtine au Vatican.

Dans la fresque subsistent quelques doutes d'attribution : si la présence de Luca Signorelli est indéniable dans certains personnages à l'énergique rendu anatomique et au pathétisme calibré des expressions, la subtilité lumineuse renvoie à un autre élève de Piero della Francesca, le Toscan Bartolomeo della Gatta à qui on peut rapporter la plus grande partie de la rédaction picturale à l’exception, au moins, du nu au centre, des deux hommes de dos et de l’homme au bâton appuyé sur le trône de Moïse.

### Pleine maturité

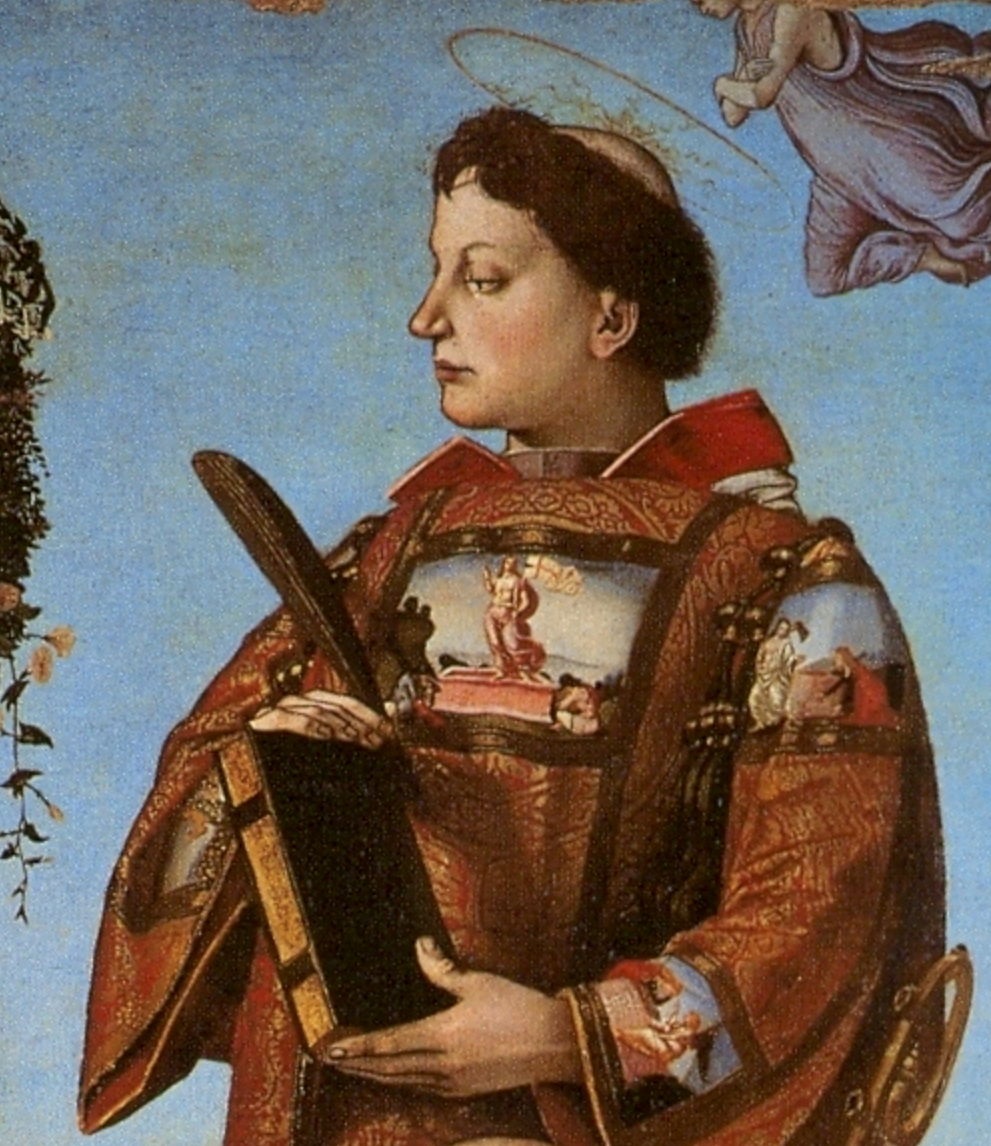
Détail du Retable de Sant’Onofrio.

Après son expérience romaine, en contact avec les dernières nouveautés florentines et ombriennes, et après son séjour dans les Marches où il avait assimilé les avant-gardes de la Renaissance à Urbino, Signorelli se trouve au fait des dernières tendances de l’art italien à la fin du dernier quart du siècle.
Les expériences accumulées sont mises à profit dans des œuvres comme le Retable de Sant’Onofrio pour le Duomo de Pérouse (1484), qui apparaît comme un catalogue de citations stylistiques : Ercole de’ Roberti et les Ferrarais dans la configuration générale, Donatello et Filippo Lippi dans la physionomie de son saint Laurent, Le Pérugin dans le geste pathétique du saint Jean, Botticelli dans l’ange, Hugo van der Goes et les Flamands dans la nature morte représentée par le vase de fleurs au premier plan.
Il ne manque pas non plus un vif souvenir de Piero della Francesca, dans la grandeur de la Vierge et dans le type de saint Augustin, qui rappelle de près une table du maître aujourd’hui à Lisbonne.
Très proche stylistiquement est la tablette avec la Nativité du Baptiste du Louvre, avec des effets lumineux qui rappellent Fra Filippo Lippi et une intonation domestique reprise de la prédelle du Retable de Pérouse de Piero.
Des subtilités lumineuses de haute qualité se retrouvent encore dans la Sainte Famille Rospigliosi, tandis que la Circoncision (1490/1491), peinte pour Volterra, montre une installation théâtrale qui semble une citation de la perspective telle que structurée dans le retable de Brera.

### À Florence

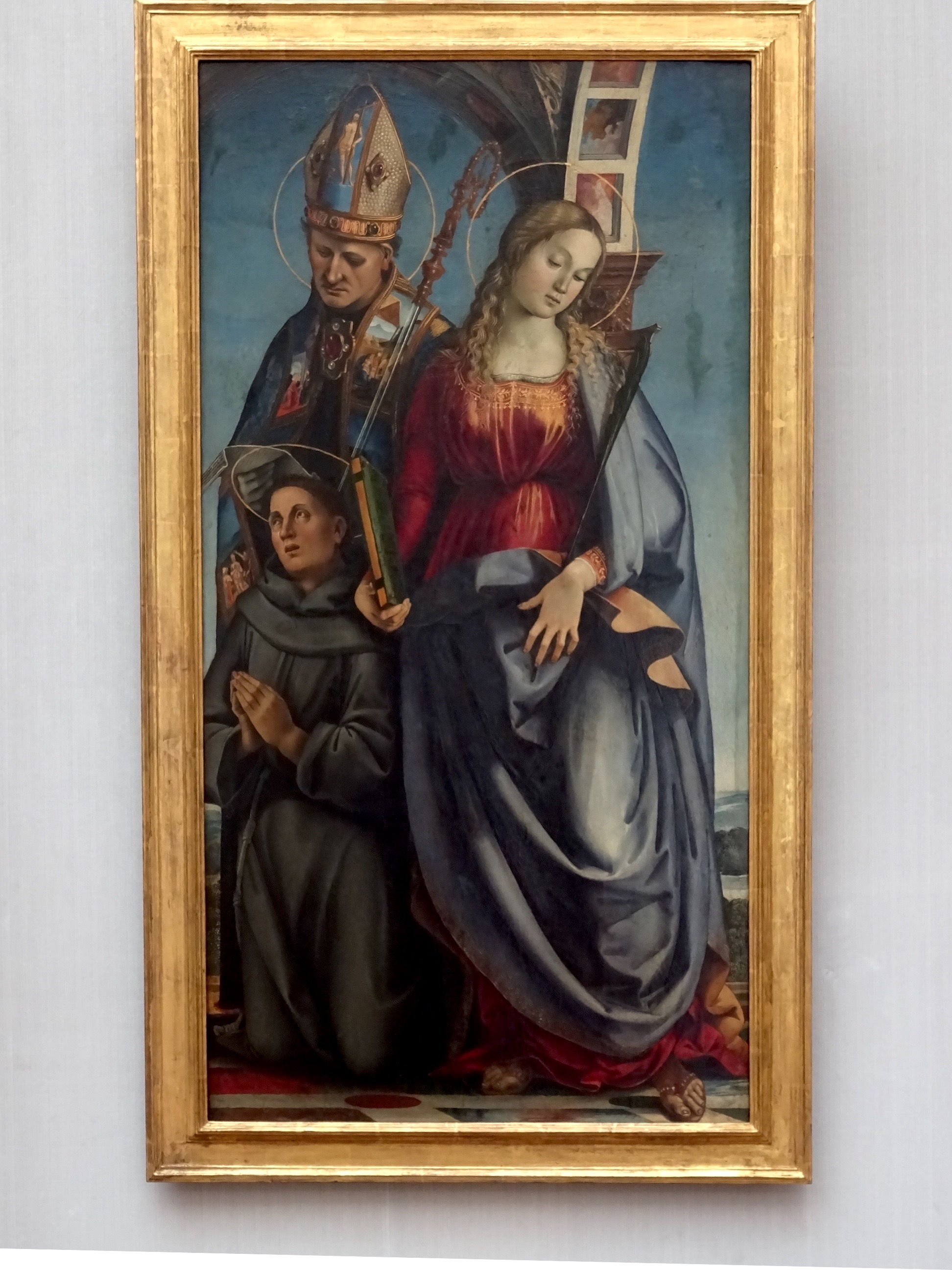
Panneau (1) du retable démantelé de La chapelle Bichi de l’église Sant’Agostino à Sienne, (1491), Gemäldegalerie de Berlin.
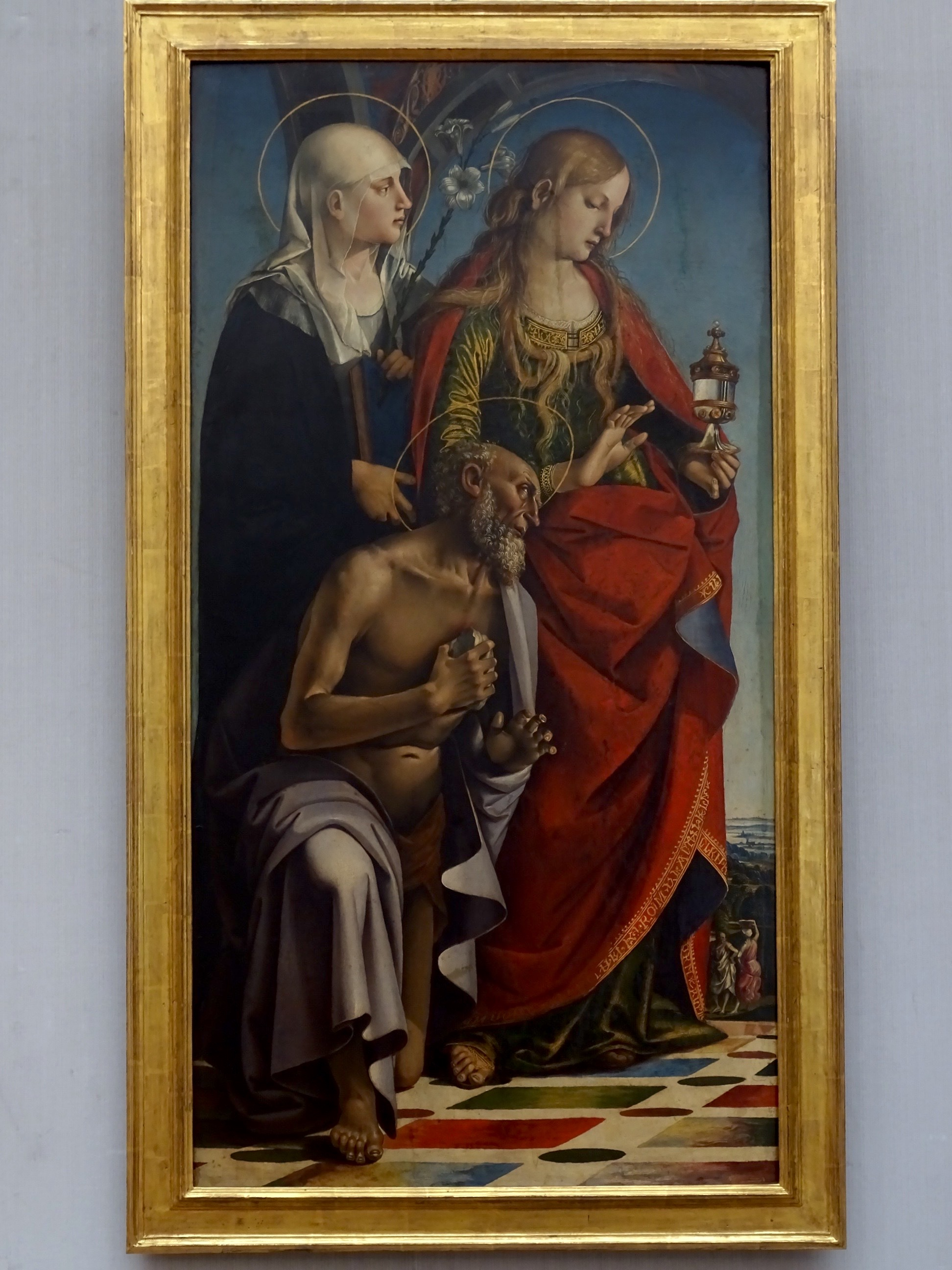
Panneau (2) du retable démantelé de la chapelle Bichi de l'église Sant’Agostino à Sienne, (1491), Gemäldegalerie de Berlin.

Vers 1490, Signorelli se trouve à Florence, où il entre en contact avec le cercle de l’Académie néoplatonicienne. 

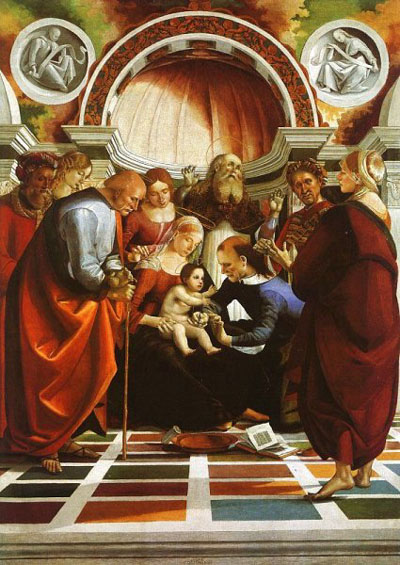
La Circoncision de Signorelli (1490-1491), Londres, The National Gallery.

Son fameux tableau de L'Éducation de Pan, conservé au Kaiser-Friedrich-Museum à Berlin avant d’être détruit pendant les raids aériens de 1945, fut peréalisé pour le cousin de Laurent le Magnifique, Lorenzo di Pierfrancesco comme il ressort des inventaires du palais à Villa di Castello compilés après sa mort et non pas comme le rapporte erronément Giorgio Vasari à « Lorenzo il Vecchio », c’est-à-dire son cousin.
Un autre tableau de cette époque est la Vierge à l’Enfant nu, aujourd’hui au musée des Offices, avec la Madone assise sur une pelouse dominée sur le fond par des figures athlétiques, inspirées par les Adamites dans la lunette de la Mort d’Adam de Piero à Arezzo, représentant les vertus ascétiques probables.
Selon Vasari, le tableau appartenait au très cultivé Lorenzo de Pierfrancesco de' Medici, le commanditaire aussi du Printemps et peut-être de La Naissance de Vénus de Botticelli.
En 1491, Signorelli devait se trouver dans la Villa Medicea de Volterra, où il laissa une Annonciation, œuvre signée et datée qui rappelle celle de Filippino Lippi, la Vierge sur le trône et des saints, d’une moindre efficacité expressive, mais qui témoigne encore de l’assimilation de divers styles, comme l’art vénitien et celui du Ghirlandaio.

### Hors de Florence

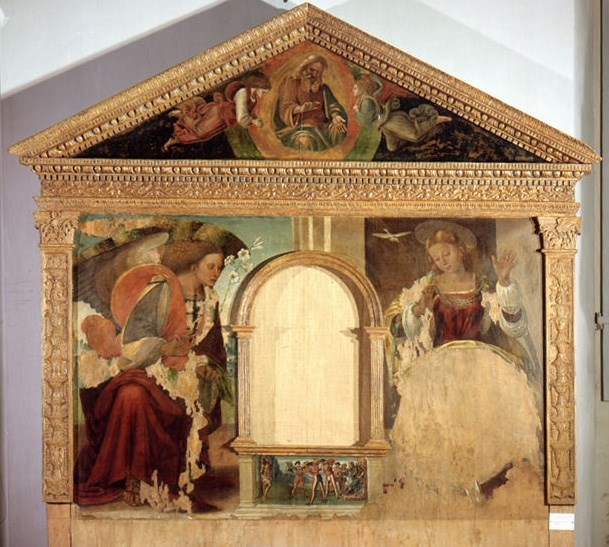
Annonciation de Camerino (Marches) entre 1491 et 1494 au cadre évoquant la Sainte Maison de Lorette.

Avec la mort de Laurent Magnifique, l’année-même de la découverte de l’Amérique par Christophe Colomb (1492), et l’expulsion de Pierre de Médicis (1494), Signorelli, fortement lié aux commanditaires du parti des Médicis, quitte la ville.
Il se consacre alors et sans interruption à de nombreuses commissions en province : en Ombrie (surtout à Città di Castello), dans les Marches (où il travailla de nouveau à Lorette dans un cycle de Prophètes dans la nef centrale largement repeinte) et dans le district siennois.
C’est à cette époque que Signorelli devint également entrepreneur, mettant en place un atelier efficace qui, en Italie, devint le deuxième après celui du Pérugin.
À partir des années 1490, Signorelli obtient, presque chaque année, d’importantes commissions dans diverses localités.
Les œuvres de cette période montrent cependant un virage brusque vers des tons plus pathétiques et populaires.

### Urbino et Città di Castello
À Urbino, en 1494, il peint un gonfalon pour la confrérie de l’Esprit Saint, encore une œuvre cultivée et raffinée adaptée au milieu artistique local.
Mais c’est à Città di Castello que le peintre, devenu citoyen honoraire en 1488, opère et réside durablement dans les dernières années du XVe siècle. Pour le centre altotiberino, il réalise des œuvres comme L’Adoration des Mages, aujourd’hui au Louvre et L’Adoration des bergers, conservé à la National Gallery de Londres, où domine une approche plus expéditive, en partie exécuté par l’atelier, mais rendu captivant par des citations désinvoltes du Pérugin, des Flamands, des frères Antonio et Piero Pollaiuolo.

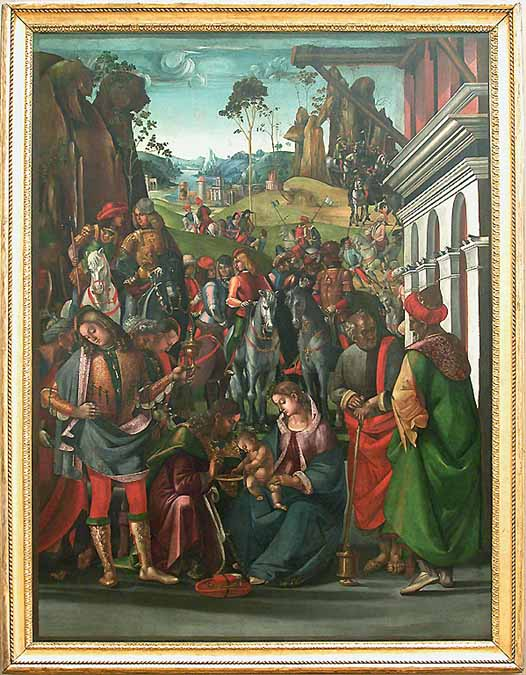
Adoration des mages, env.1494, musée du Louvre.
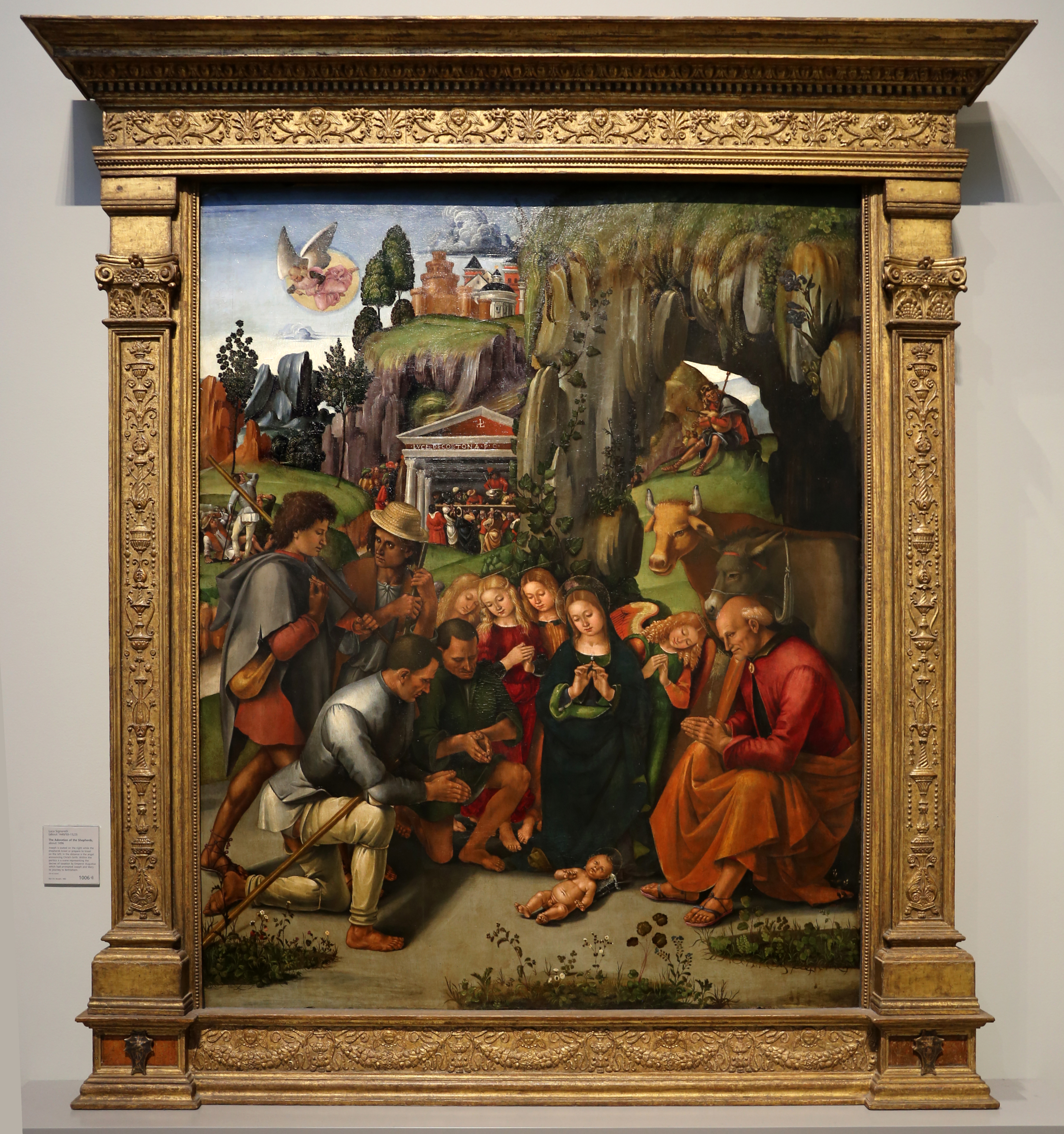
Adoration des bergers, env. 1496, National Gallery.

De grande inspiration et d’épaisseur apparaît en revanche le Martyre de saint Sébastien (1498), sujet analogue par rapport au Martyre de saint Sébastien de Piero Pollaiuolo : accentuée est l’énergie jaillie par les muscles, aux ombres denses, aux expressions sombres des bourreaux et à l’exaltation des armes; remarquable est le paysage avec des ruines et une route d’un bourg représentée minutieusement.
Dans la ville ombrienne, Signorelli peint aussi une série de portraits des Vitelli, seigneurs locaux qui permettent au peintre la plus libre manœuvre, jusqu’au passage de consignes en faveur du jeune Raffaello, à la fin du siècle.

### Tondi et Madones

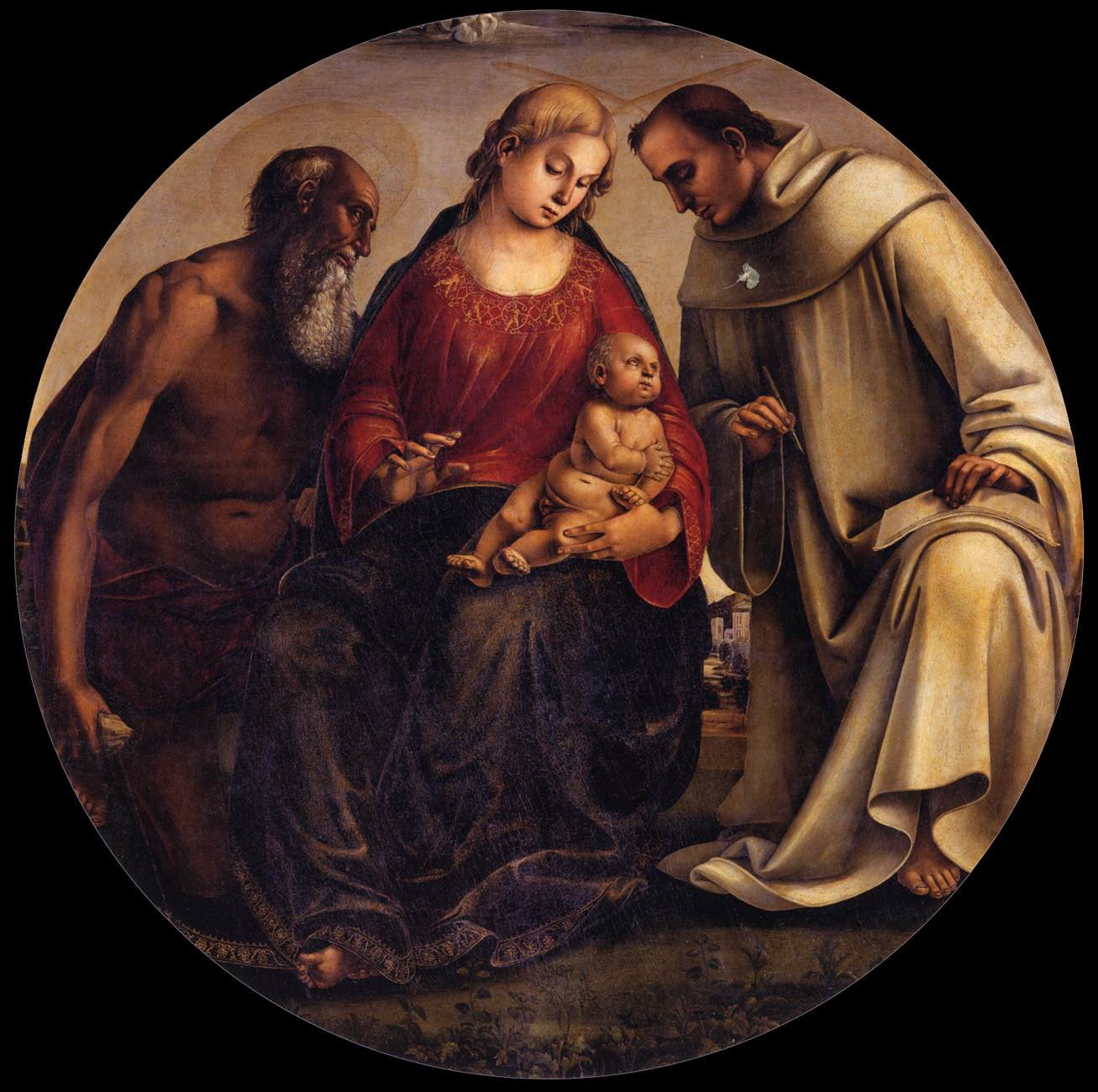
Vierge à l’Enfant entre saint Jérôme et Bernard de Clairvaux, galerie Corsini, Florence.

Un des sujets les plus fréquents de ces années 1500 sont les Tondi et les Madones  ou Familles Sacrées.
Réalisés avec une participation plus ou moins consistante de l’atelier, les meilleurs sont la Vierge à l’Enfant entre les saints Jérôme et Bernard de la Galerie Corsini de Florence (qui a une réplique autographe au Musée Bandini de Fiesole), la Vierge à l’Enfant de la Alte Pinakothek de Munich (où se trouve une citation archéologique du Spinario), la Sainte Famille avec une sainte de la Galerie Palatine à Florence et la Sainte Famille de la Partie Guelfe des Offices.
Cette dernière, en particulier, est parmi celles dont l’exécution est la meilleure, ainsi que l’une des meilleures réflexions de l’auteur sur le thème, typiquement florentin, des anatomies et attitudes organisées dans un cercle.
Les figures, dans ce cas, apparaissent renversantes avec force comme sculpture, et il est indéniable que cette exposition énergétique ait intrigué le jeune Michel-Ange, constituant l’œuvre la plus proche des nouveautés du Tondo Doni.

### Le cycle de fresques pour l’abbaye de Monte Oliveto Maggiore
En 1497, le grand cloître de l’abbaye de Monte Oliveto Maggiore, près d’Asciano, est décoré de fresques par l’abbé et général des Olivétains, frère Domenico Airoldi. Le thème en est La Vie de saint Benoît.
Luca Signorelli peint les huit lunettes du côté nord avec l’aide de nombreux assistants, avant de quitter son poste pour se consacrer à une plus importante commission encore, celle de la Chapelle San Brizio en la Cathédrale d’Orvieto.
L’ouvrage fut achevé à partir de 1505 par Le Sodoma.
Une récente restauration de l’Opificio delle Pietre Dure a restauré la peinture oxydée, démontrant que la teinte sombre des fresques était due à l’état de conservation et non à la volonté des artistes impliqués.
On a ainsi redécouvert des scènes plus sereines et moins dramatiques que ce qu’on avait l’habitude de voir.
Parmi les nombreuses scènes dont la quantité exagérée de personnages est parfois mise en scène de façon assez théâtrale ou parfois agencé de manière plus intime et recueillie, seulement trois semblent être entièrement de la main de Luca Signorelli :
- Saint Benoît réprimande deux moines qui avaient violé la Règle en mangeant dans une auberge.
- Saint Benoît rencontre le roi Totila et lui donne la bienvenue.
- L’exorcisme du Diable.

Fresques de l'abbaye territoriale Santa Maria de Monte Oliveto Maggiore (extraits).
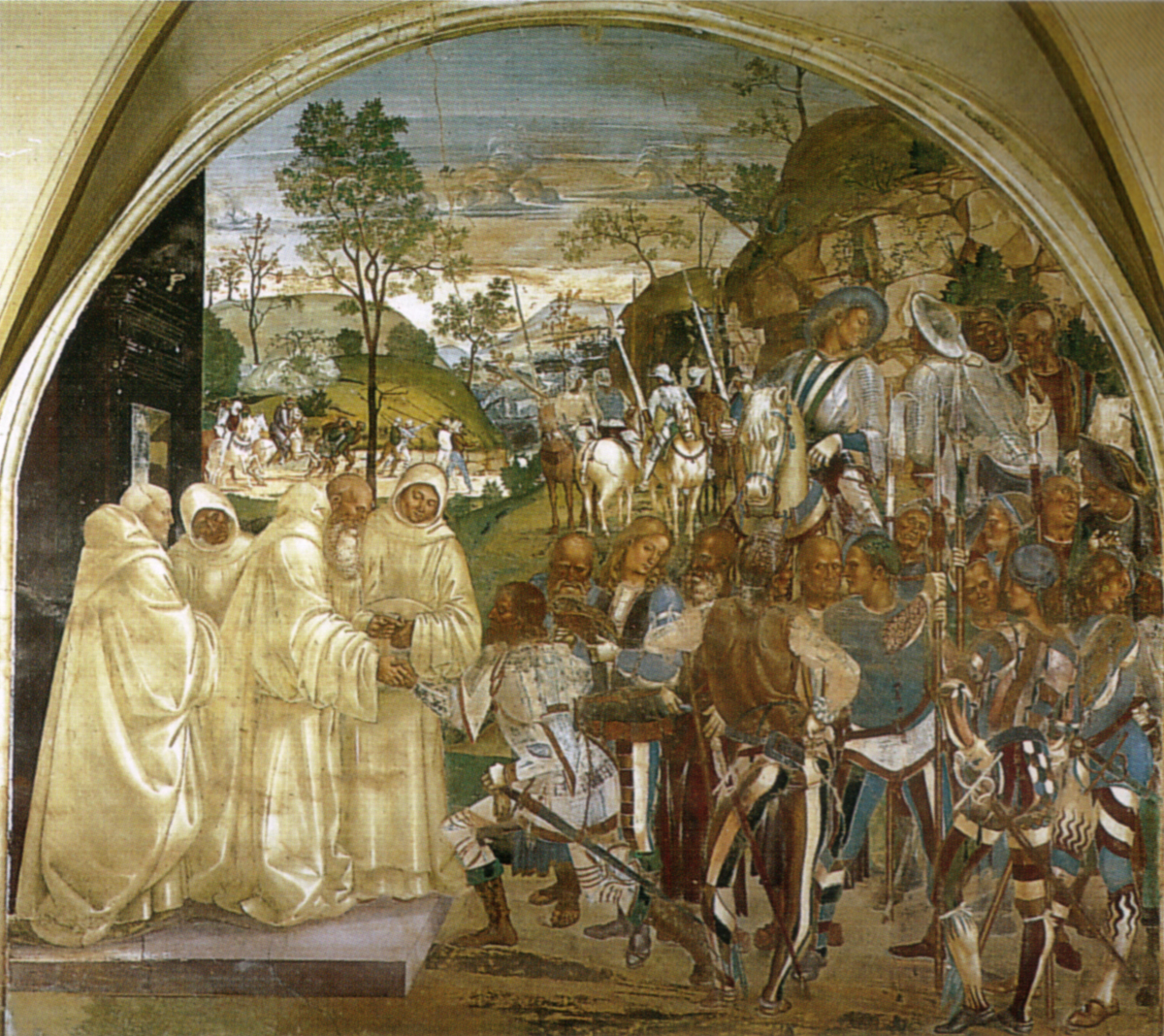
Saint Benoît reconnaissant et accueillant Totila.
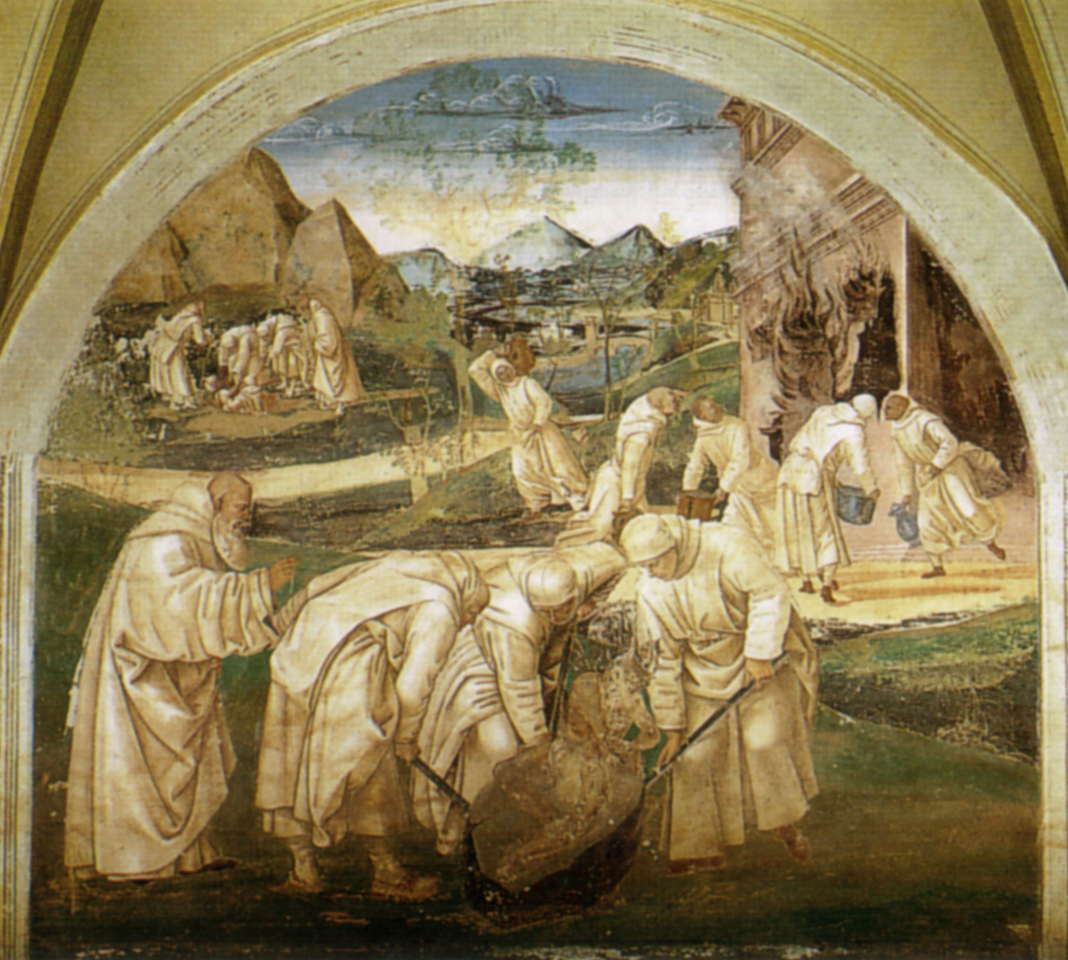
L’Exorcisme du Diable.
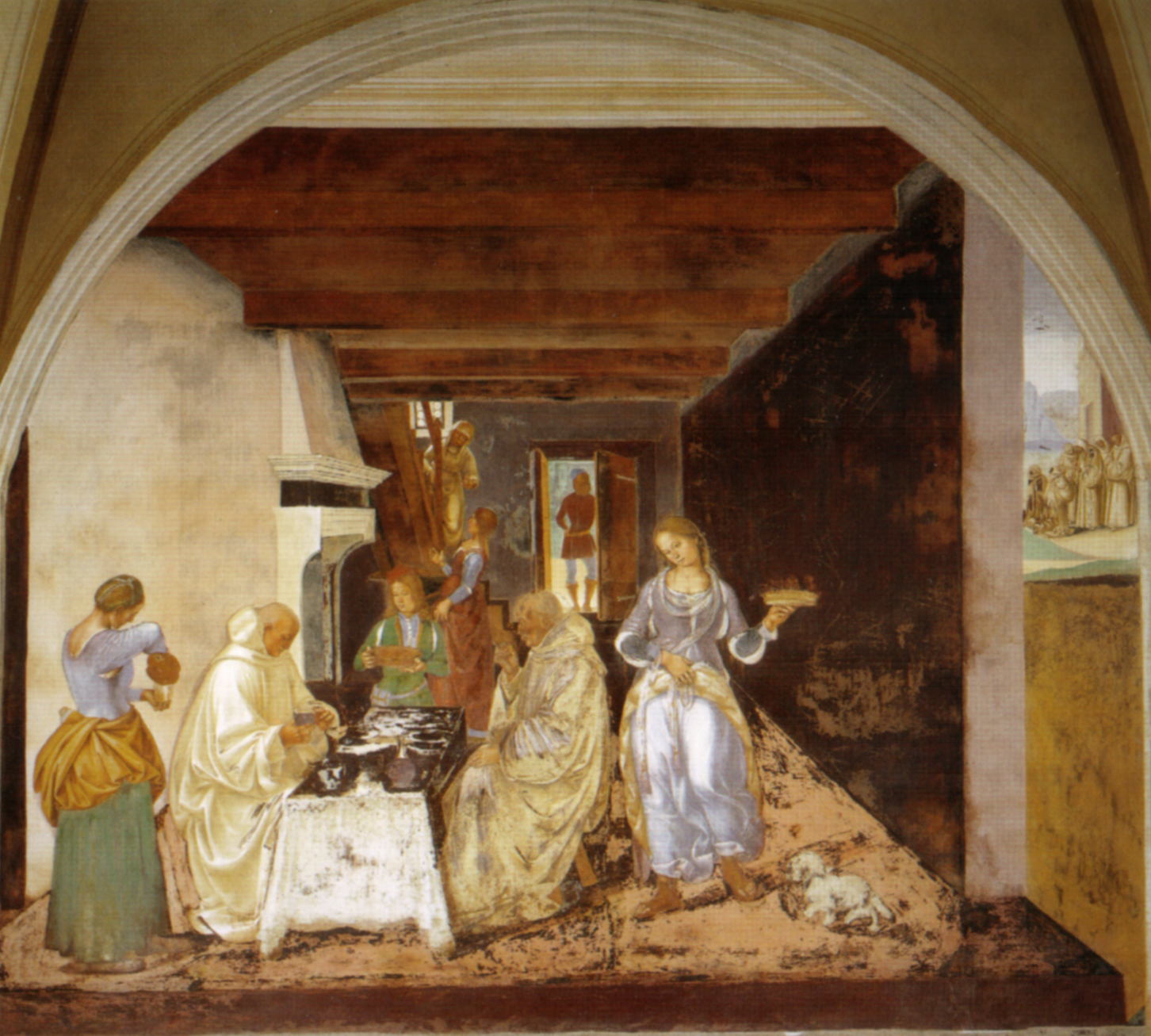
Saint Benoît réprimande deux Moines qui ont violé la Règle.

La troisième en particulier montre avec une description vivante de la réalité quotidienne, l’intérieur d’une auberge où deux aides-soignants affairées et attrayantes servent un repas défendu à deux moines visiblement satisfaits ; d’autres personnages enrichissent la scène pris dans leurs activités domestiques (les femmes sur les escaliers ou le garçon qui avance concentré pour ne pas verser le contenu du récipient) ou pendant qu’ils paressent, comme le jeune d’épaules, dans une position typiquement signorelliaine, que l’on voit en contre-jour dans la porte en arrière-plan.
La scène de l’Évangélisation des habitants du Mont-Cassin est également intéressante, où à droite on voit un groupe de moines qui est en train de descendre une idole dorée dessous un temple-loggia, qui rappelle la netteté des perspectives de Piero della Francesca.

### Les fresques de la chapelle San Brizio, cathédrale d'Orvieto
Entre 1499 et 1502, Signorelli travaille à la Chapelle San Brizio commencée cinquante ans plus tôt par les florentins Fra Angelico et Benozzo Gozzoli. Le résultat est proprement aveuglant : le fidèle se retrouve alors face à une véritable débauche de corps dans toutes les positions possibles jusqu’aux plus incongrues.
Du contrapposto antique aux corps vu en des raccourcis des plus radicaux, Signorelli y expose toute la virtuosité et le savoir-faire dont il est capable ; sur le plan anatomique, la synthèse de ses connaissances sur le squelette et la musculature lui permet de faire tournoyer ses personnages avec une grande liberté. Et le résultat est époustouflant.
Si les thèmes abordés sont en eux-mêmes des plus spectaculaires (Les Histoires de l'Antéchrist, La Fin du Monde, La Résurrection de la Chair, Les Damnés, Les Élus, Le Paradis ou L’Enfer), le spectateur est littéralement projeté dans des vues fantasmagoriques et des effets qui n’ont rien à envier à ceux, spéciaux, de la science-fiction contemporaine. Voir l’article Chapelle San Brizio Cathédrale d'Orvieto.

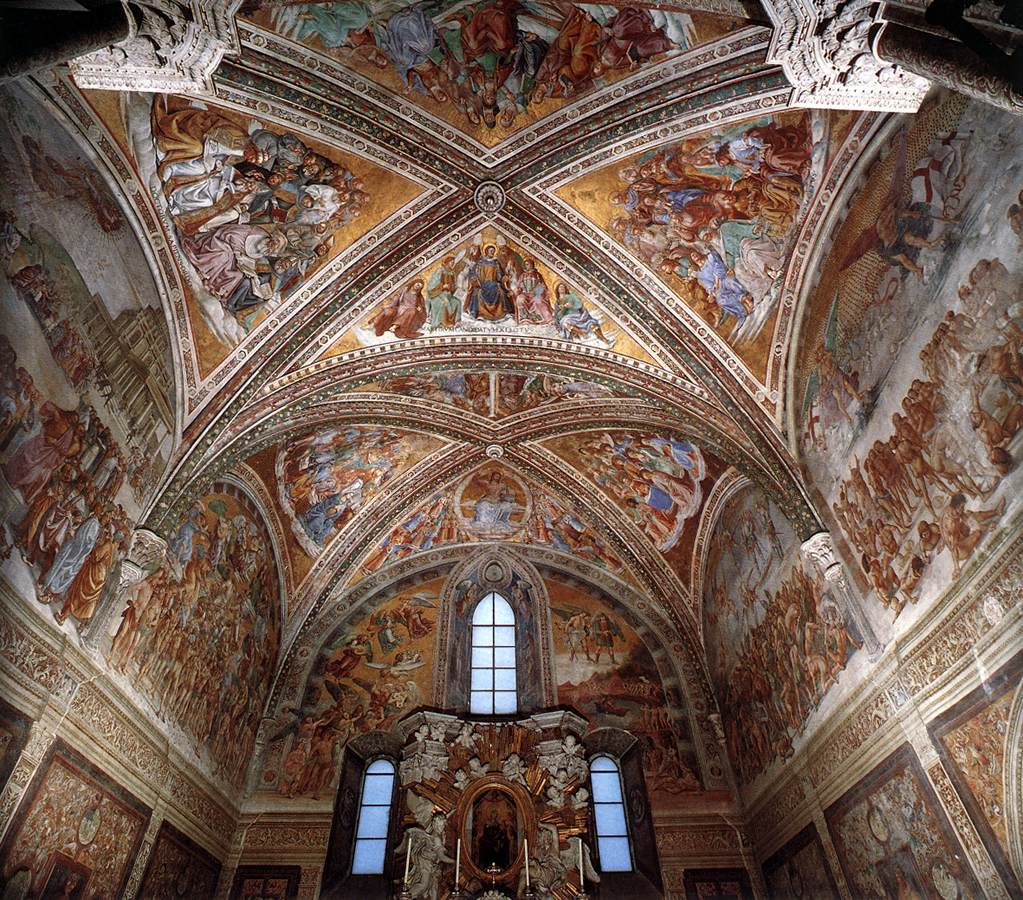
Vue générale de la Chapelle San Brizio, Cathédrale d'Orvieto.

Fresques de la chapelle San Brizio.
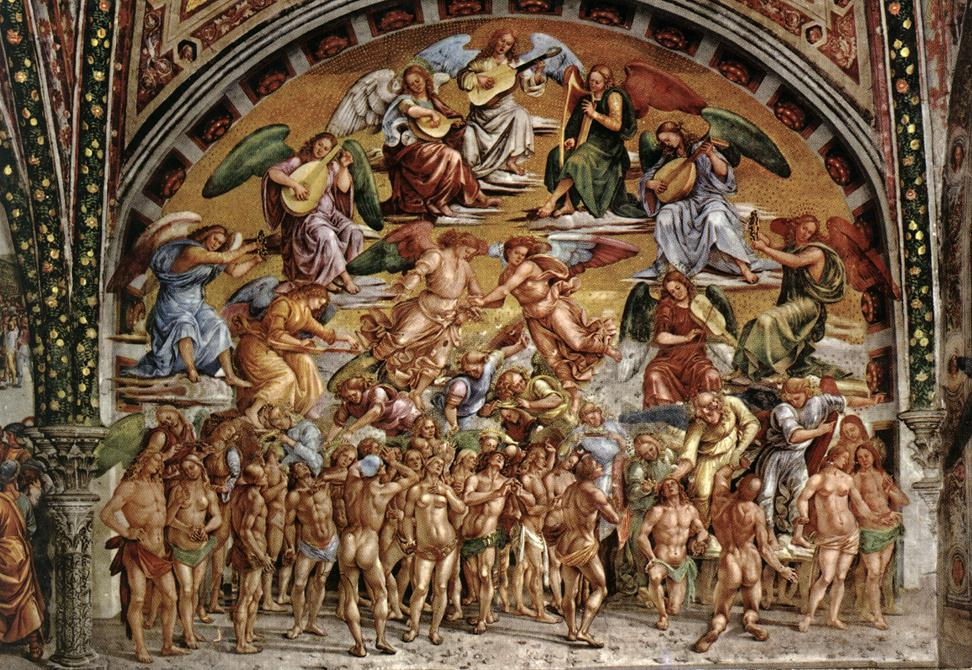
Lunette des élus au Paradis.
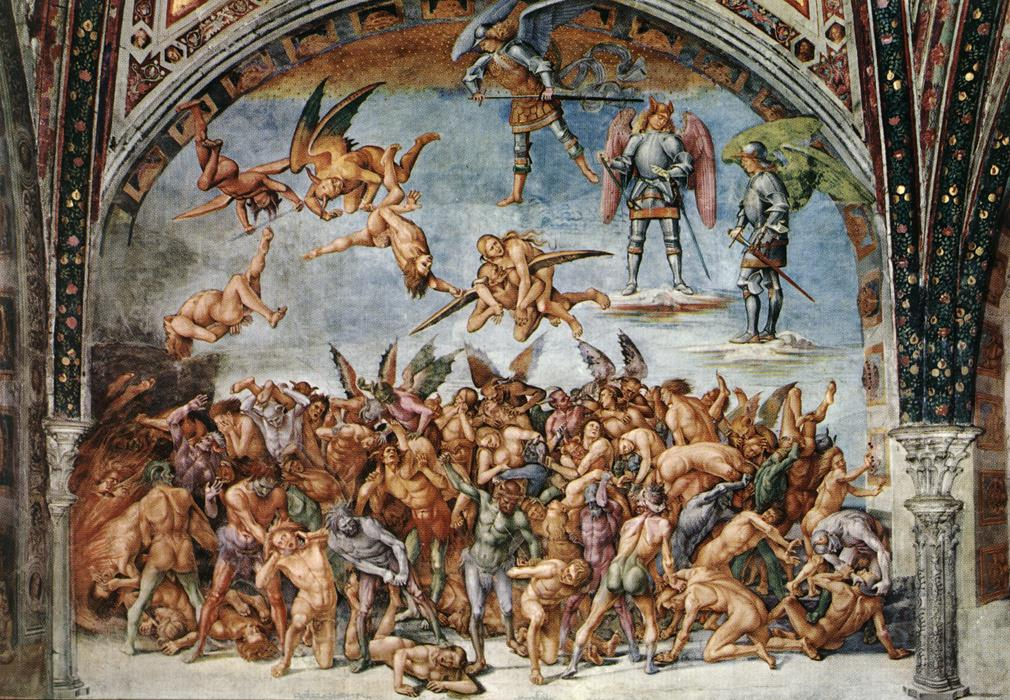
Lunette des Damnés en Enfer.
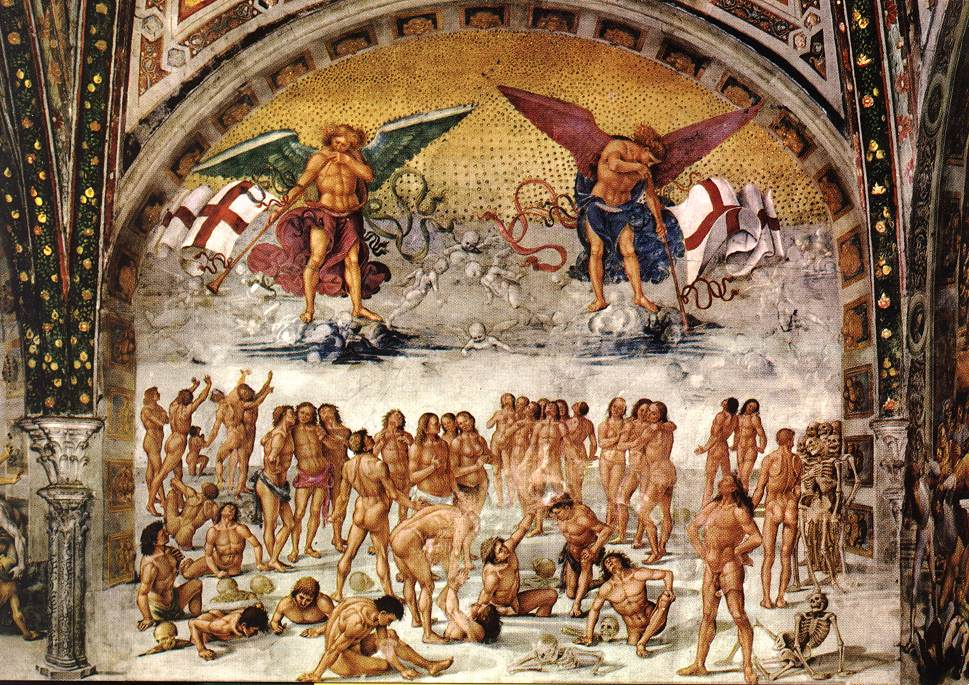
Lunette des Résurrections.

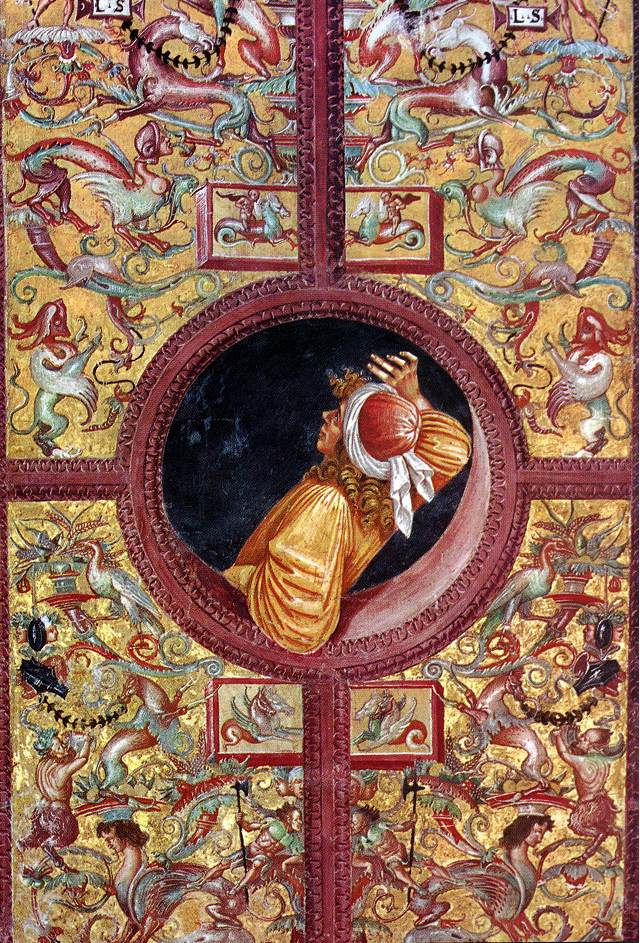
Empédocle.
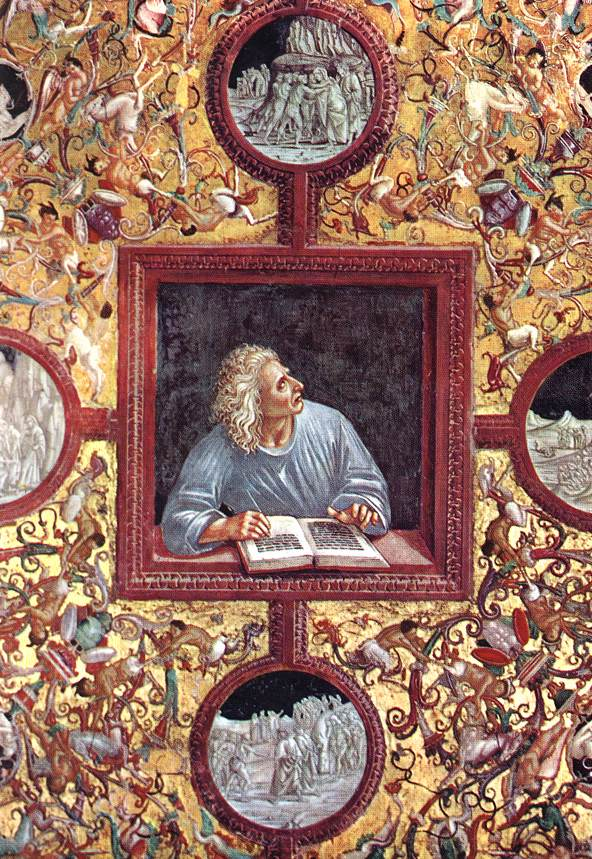
Virgile.
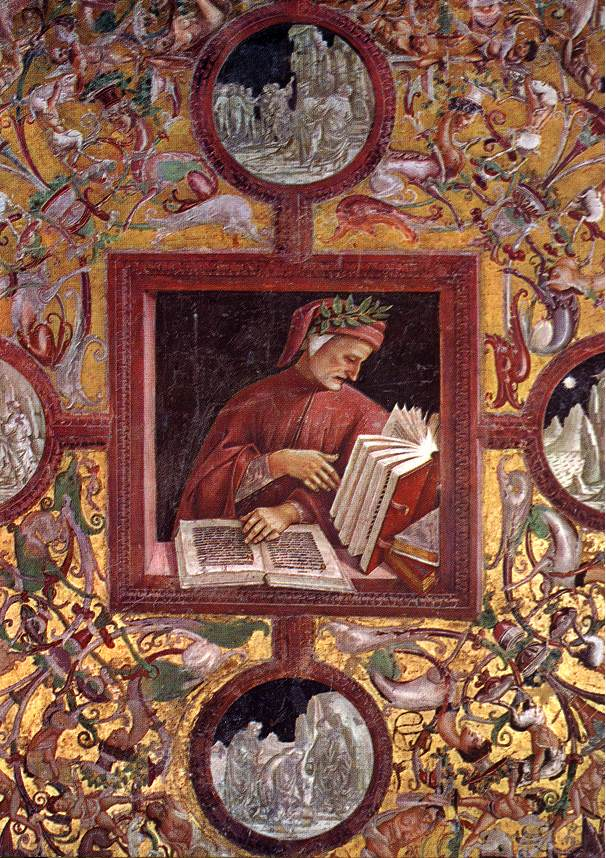
Dante.

### La mort du Fils
En 1502, selon le récit de Giorgio Vasari, Signorelli perd son fils Antonio dans la fleur des années à cause de la peste qui fait rage à Cortona.
Bien que bouleversé de la perte, le peintre serait allé voir le corps et, en demandant de le déshabiller, il le dépeint « avec une grande constance d’âme, sans pleurer ni verser de larmes [...], pour voir toujours qu’il voulait, à travers l’œuvre de ses mains, ce que la nature lui avait donné et pris sa fortune ». L’épisode s’adapte bien à la noblesse que Vasari réservait souvent à la vie des artistes, d’autant plus s’agissant du peintre qui, dans son dessin littéraire, était destiné à préfigurer l’histoire du « divin » Michel-Ange.

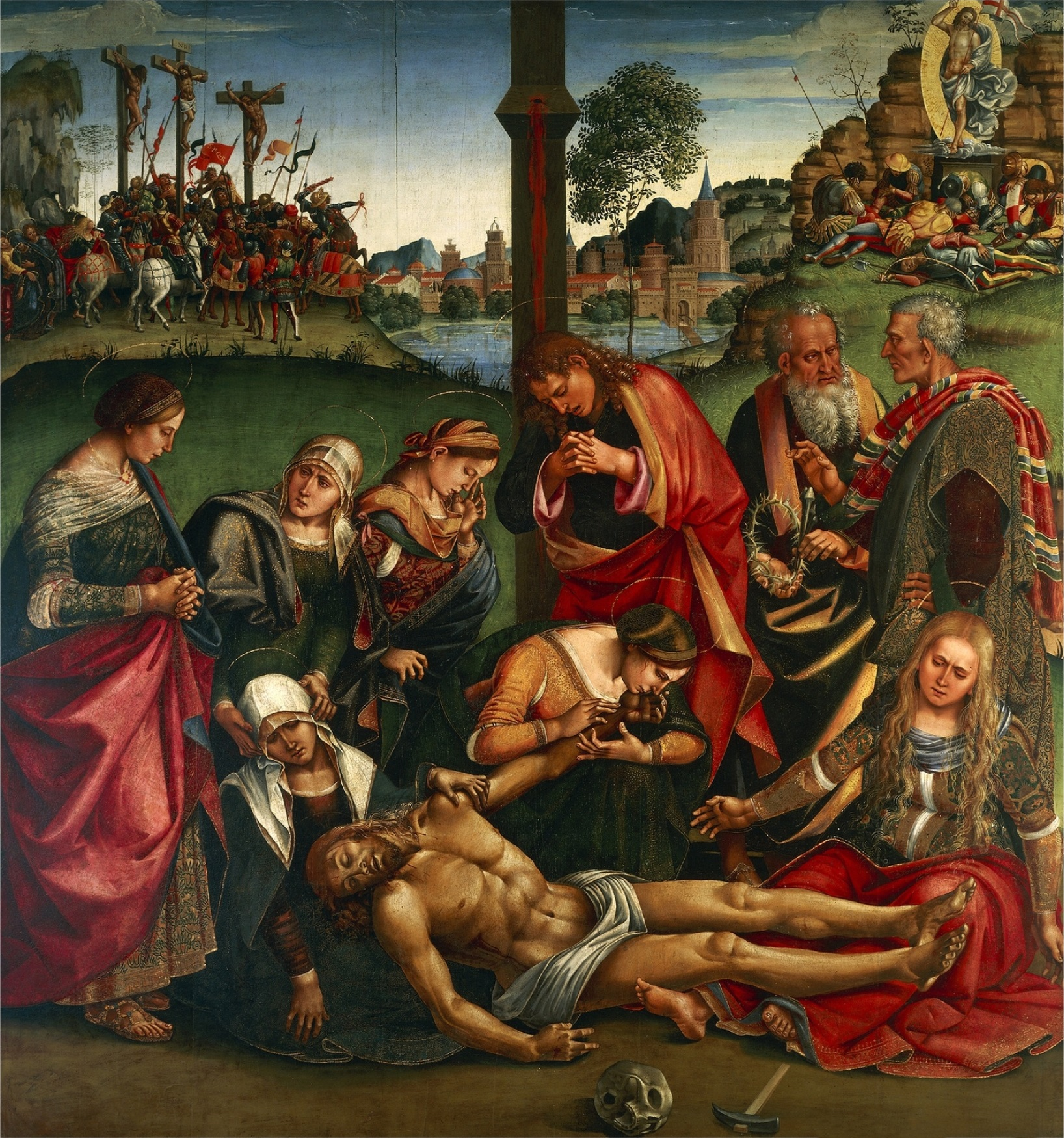
La Complainte du Christ mort, Musée diocésain (Cortone).
Luca Signorelli veillant son fils mort, gravure de Frederic Leighton (1851).

Certains ont voulu voir dans le Deuil sur le Christ mort de Cortona et dans sa réplique autographe peu de temps après dans la Chapelle des Corps Saints toujours dans le Dôme d’Orvieto, le portrait de son fils mort dans la figure du Christ mort.

### Période d'Involution

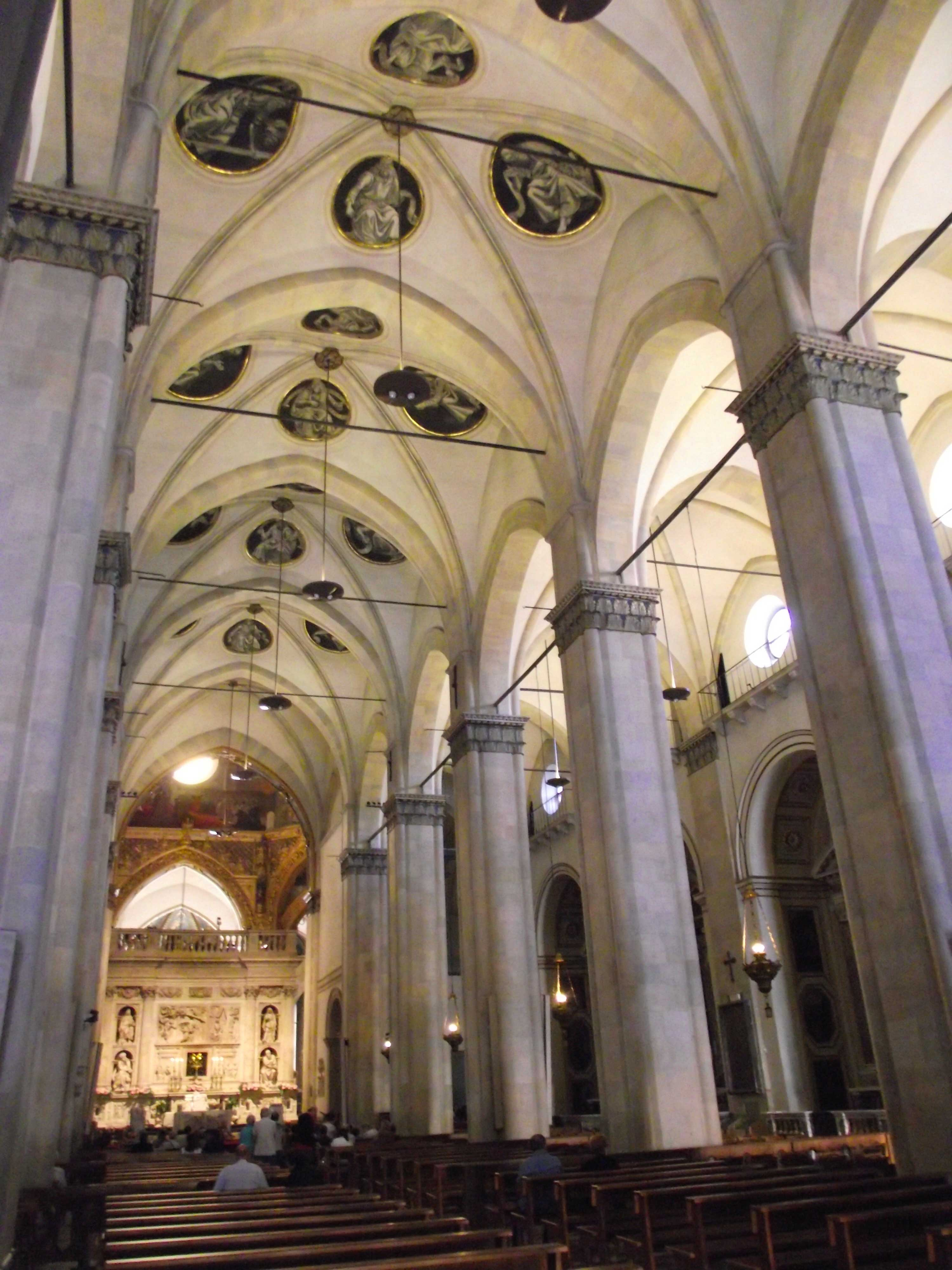
Médaillons (1507) pour le plafond de la Basilique de la Sainte Maison de Lorette où, trente ans plus tôt, Signorelli réalisa la Chapelle San Giovanni..

Vers cinquante ans, Luca Signorelli était en pleine puissance et jouissait du pic de célébrité que lui avait procuré le succès professionnel des fresques d’Orvieto.
Il était parfaitement inséré dans la société de l’époque, jouant longtemps des rôles importants dans l’administration politique de Cortone et tissant des rapports fructueux de confiance avec certains personnages importants, comme les Vitelli de Città di Castello, les Piccolomini de Sienne, Pandolfo Petrucci, dont il décora le palais siennois avec Pinturicchio.

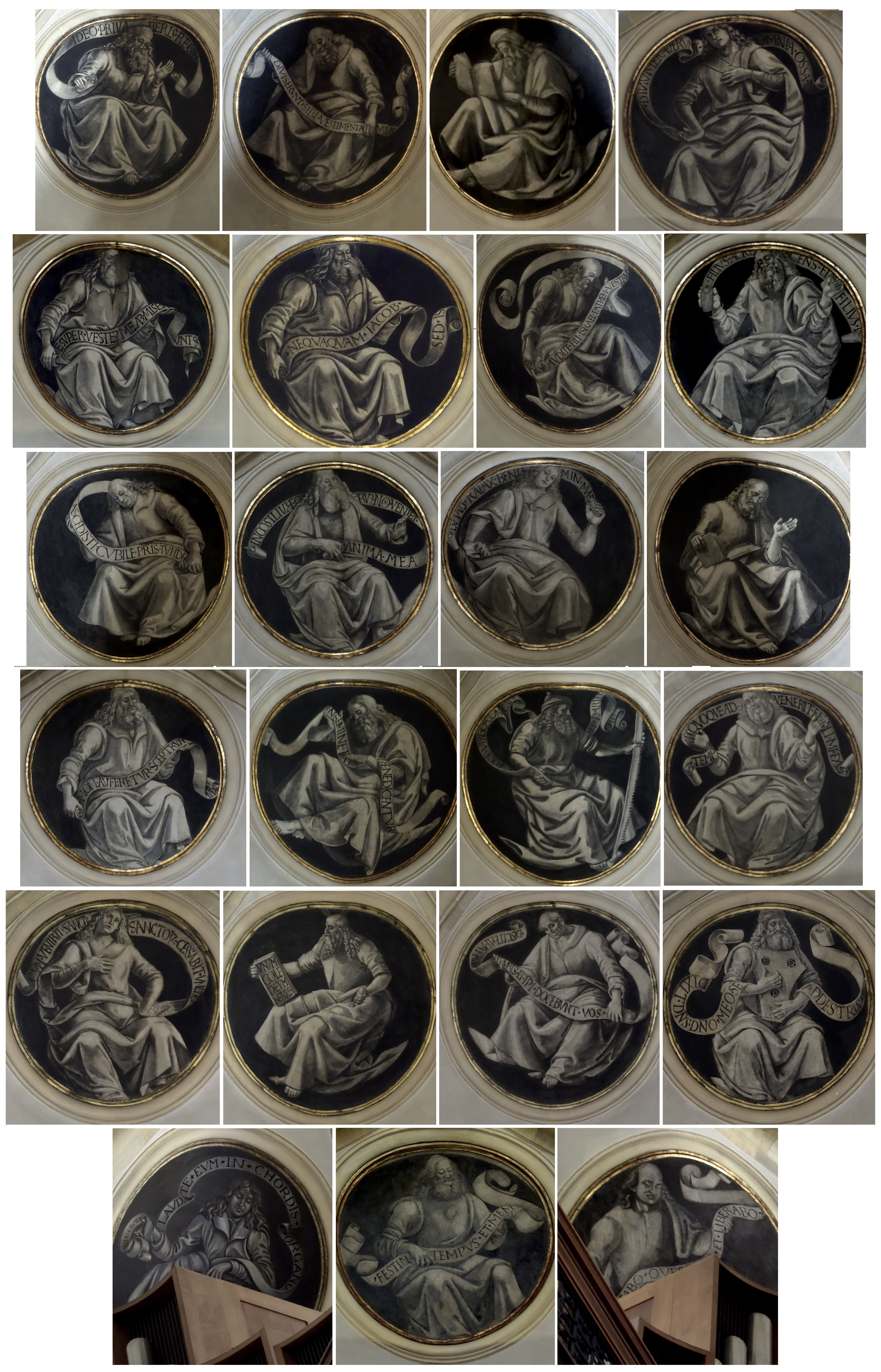
Les 23 médaillons des prophètes de la bible, Voûtes sur croisée d’ogives des plafonds de la nef de la Basilique de Loreto (AN), Italie.

En 1507, il retourne à Lorette où il réalise les 23 médaillons singuliers en noir-et-blanc des prophètes de la Bible pour les voûtes sur croisée d’ogives du plafond de la Nef de la Basilique de Lorette.
Ami d’artistes tels que Bramante et Le Pérugin, en 1509, il tint au baptême le fils de Pinturicchio. Avec Michel-Ange, il devait aussi être en contact, puisqu'en 1513, Michel-Ange a tenté de récupérer un prêt, qui lui a valu une plainte auprès du capitaine de Cortone et un litige juridique dont cependant le résultat n'est pas connu : Si l’épisode ne jette pas la lumière sur la conduite de Signorelli, il témoigne cependant d’une fréquentation occasionnelle entre les deux protagonistes.
Les documents semblent donc confirmer le portrait que Vasari a fait de lui dans les Vies, en tant qu'homme brillant, agréable, extraverti, plein d’amis et aimant sa vie aisée et le port de beaux vêtements.
Luca Signorelli n’était certainement pas une personnalité d’envergure provinciale, mais au contraire il était parfaitement au courant, à travers les nombreux contacts, des développements de l’entre-deux-siècles et de la richesse des idées de son époque comme sa peinture en témoignage.
Cela rend encore plus difficile de justifier cette « involution » indubitable qu’eut lieu dans sa production après Orvieto, et correspondant à la dernière partie de sa carrière.
Il s’agissait probablement d’une crise, commune à plusieurs maîtres du XVe siècle, déclenchée par la difficulté à se renouveler en faisant face aux nouveaux et très rapides objectifs artistiques atteints en cette fin de siècle par des artistes comme Léonard de Vinci, Michel-Ange, Raphaël, Giorgione et Titien.  

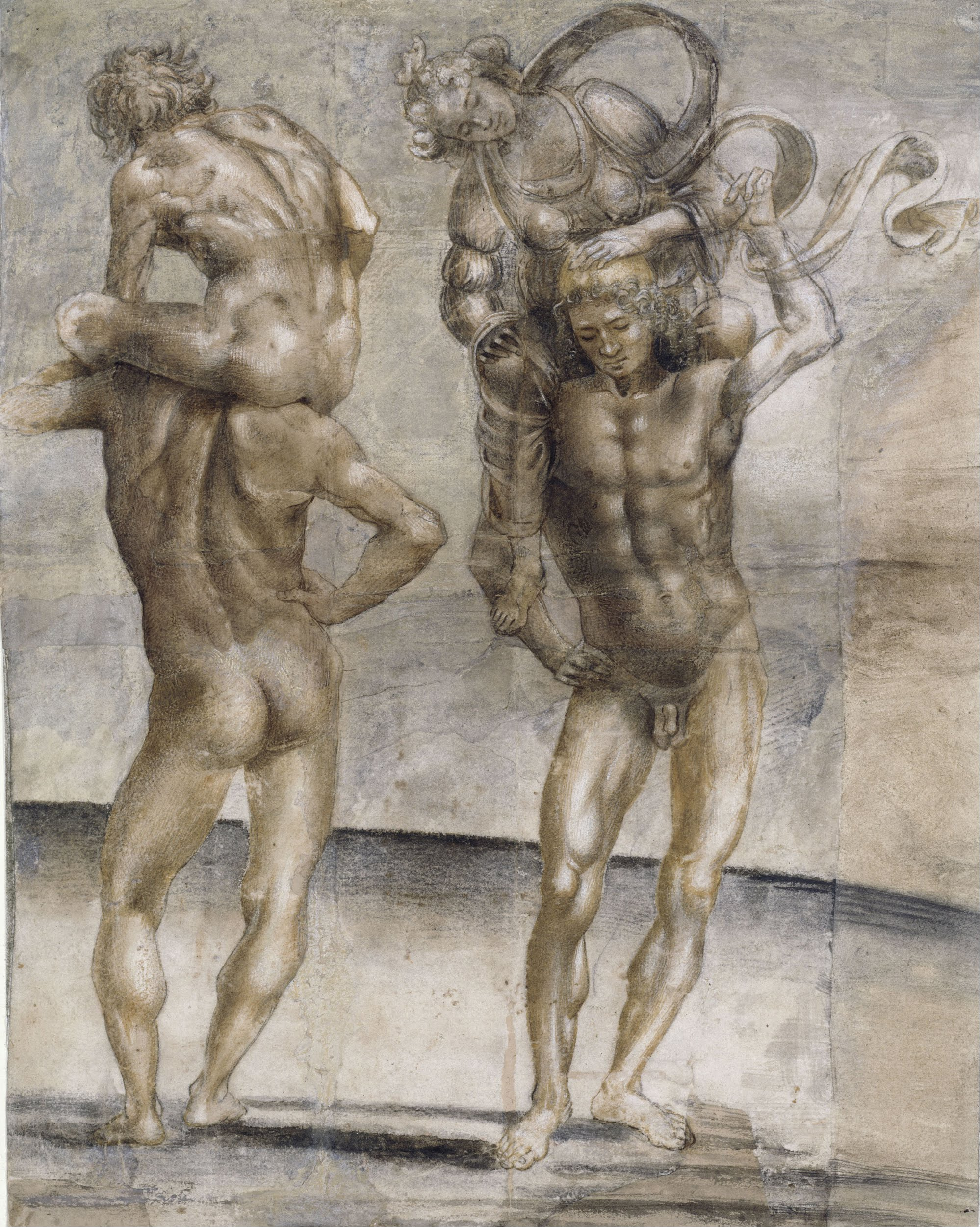
Signorelli a accordé une grande attention à l’anatomie en en proposant une systématisation. Exemple en est donné ici dans ces Deux Jeunes Nus portant une jeune femme et un jeune homme.

Comme le Pérugin, Botticelli, Carpaccio, ou à certains égards Mantegna, Signorelli a du mal à trouver des réponses efficaces et proportionnées, se retirant dans la province où, si elle a évité une mauvaise répétition de son vieux répertoire, Il a fini par se perdre dans les incertitudes stylistiques, les éclectismes confus et des citations injustifiées de ses dernières œuvres.
Cependant, ce processus doit être vu aussi à la lumière d’une participation toujours plus grande de l’atelier à la production picturale, dans laquelle ils ont mûri les figures de leur neveu Francesco et des artistes tels qu'Antonio di Donnino del Mazziere.
En outre la simplification de la rédaction picturale, avec les figures parfois tendant à ressembler à des objets de géométrie solide, semble annoncer cette crise de la "belle manière" qui aura son plus grand représentant avec Rosso Fiorentino, qui connaissait bien le territoire entre la Toscane et l’Ombrie, s’étant par ailleurs réfugié à Città di Castello.
Dans la production tardive de Luca Signorelli, l’on ne peut pas vraiment dire qu'il manque des œuvres dignes de grande admiration (y compris le Crucifix avec Marie Madeleine (Offices, 1502-1505) ou l’Étendard de la Crucifixion (1502-1505 Sansepolcro) mais le sens général est celui d’un repli vers un style archaïque et répétitif, comme en témoigne le polyptyque d'Arcevia (1507), de saveur gothique et plate. 

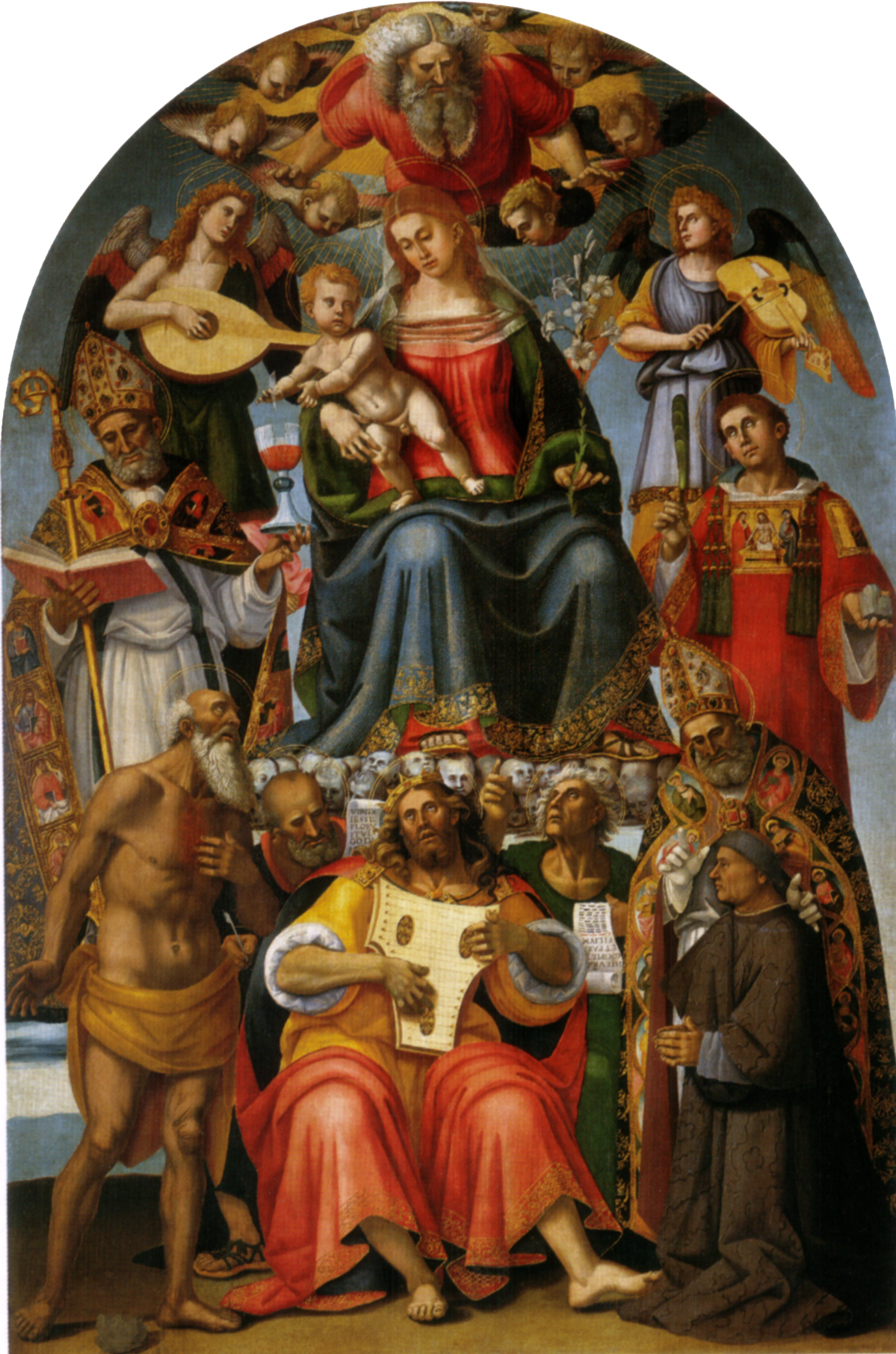
Vierge à l’Enfant et Saints, Arezzo.

Pour le même ville d'Arcevia, il peint une Vierge et Saints (aujourd’hui dans les dépôts de la Pinacothèque de Brera) et un Baptême du Christ pour la fraternité du Crucifié (1508, église de San Medard à Arcevia).
En 1507, il retourne à Rome avec Pinturicchio et Le Pérugin pour assister à quelques travaux pour Jules II dans les chambres du Palais apostolique.
En 1508, il aurait peint à titre gracieux une Crucifixion et un tableau avec San Medard dont il ne reste aucune trace aujourd’hui.
Perdus ou incertains sont les œuvres peintes pour Pandolfo Petrucci à Sienne, comme le Jugement de Salomon pour le pavement du Dôme (1506, non réalisé) ou les fresques pour le salon du Palais du Magnifique, dont il ne reste que L'Amour vaincu avec Le Triomphe de la Chasteté à la National Gallery de Londres (1509).
Ses talents d’illustrateur précieux reviennent dans la Communion des Apôtres (1512) pour Cortone, surtout dans l’expression fourbe et sournoise du Judas qui se tourne, par un geste théâtral, vers le spectateur alors qu’il encaisse dans sa bourse les deniers de la trahison de Jésus.

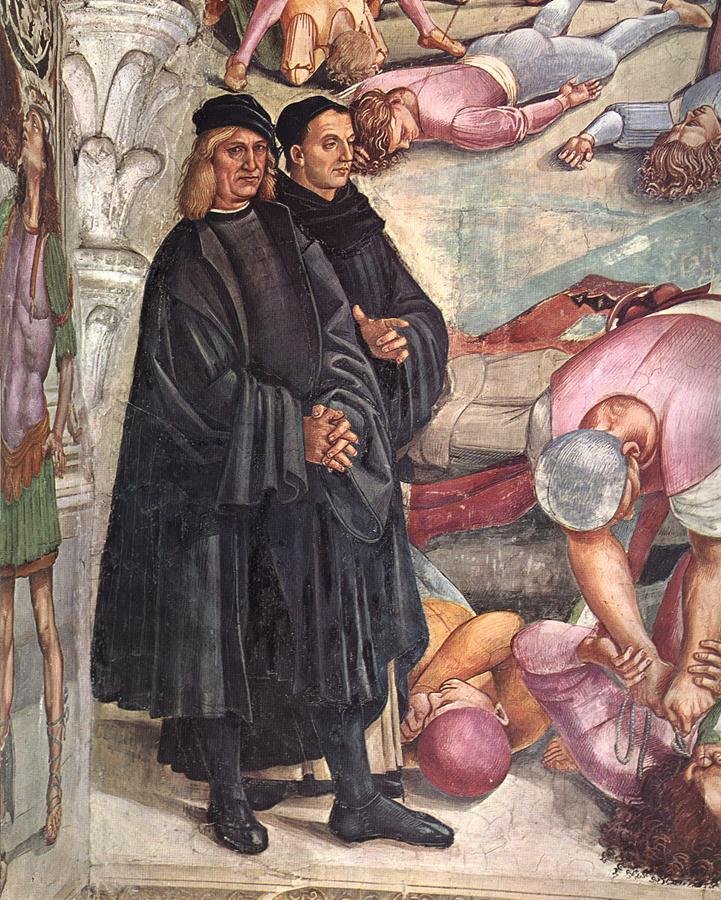
Autoportrait De Luca Signorelli aux côtés de Fra Angelico, détail de la fresque de la prédication de l’Antichrist, Chapelle San Brizio, Cathédrale d'Orvieto.

Inspirées par des suggestions archaïques de sa jeunesse, l’on trouve les très endommagées fresques de l’oratoire de San Crescentino à Morra, dans la commune de Città di Castello (1507-1510), qui rappellent les influences initiales de Piero della Francesca.
En 1516, il peint un retable à Umbertide, dont la prédelle cite les Histoires de la Vraie Croix de Piero della Francesca à Arezzo.
De retour à Cortone, il réalise une Complainte entre anges et saints pour l’oratoire de San Niccolò, de forte caractérisation dévote plutôt anonyme, si ce n’était pour quelques détails de perspective comme la rotation du sépulcre en oblique et la jambe tendue de saint Jérôme, qui semble se pencher sur lui-même en trouant l’espace.
La dernière œuvre connue est un grand retable avec Vierge à l’Enfant et saints, commandé par la Confrérie de San Girolamo à Arezzo en 1519, qui a été réalisée lorsque l’artiste avait soixante-dix ans, en 1523 où il reprend presque trait pour trait le David de Melozzo da Forlì dans la Sacristie Saint-Marc de la Sainte Maison de Lorette.
Après la visite à Arezzo, Luca retourna à Cortone, où il mourut peu après, tombant d’un échafaudage. Étant membre de la Confrérie des Laudesi de San Francesco, il fut probablement enterré au siège de cette confrérie près de l’Église Saint-François de Cortone.
Ses principaux élèves furent Tommaso Barnabei, dit le Papacello, Francesco Signorelli et Turpino Zaccagna.

## Liste des œuvres de Luca Signorelli

### Fresques
- Cycle de fresques de la Sagrestia di San Giovanni (o Sagrestia della Cura), réalisée entre 1477 et 1480, Sainte Maison de Lorette, Marches :
  - série de cinq Couples d'Apôtres, 238 × 200 cm.
  - Incrédulité de saint Thomas, 238 × 200 cm.
  - Conversion de saint Paul, 238 × 200 cm.
  - Voûte octogonale de la Sacristie avec Anges et Prophètes.
- Fresque du Testament et mort de Moïse, 1481-1482, fresque, Chapelle Sixtine, Rome.
- Cycle de Fresques dans l’Abbaye territoriale Santa Maria de Monte Oliveto :
  - Saint Benoît réprimande deux moines qui avaient violé la Règle en mangeant dans une auberge.
  - Saint Benoît rencontre le roi Totila et lui donne la bienvenue.
  - L’Exorcisme du Diable.
  - Dieu punit Florenzo qui s'était réjouit du départ de Saint Benoît de Subiaco
  - Saint Benoît évangélisant les habitants de Montecassino
  - Benoît ressuscite un moine tué par l’écroulement d’un mur
  - Benoît réprimande un frère du moine Valerian pour avoir violé le jeûne
  - Benedetto scopre l'inganno di re Totila
  - Benoît ressuscite un enfant (fresque en grande partie perdue)
- Cycle de Fresques dans la Chapelle San Brizio dans la Cathédrale d'Orvieto (1499-1502)
  - Predica e morte dell'Anticristo.
  - L'Apocalisse.
  - La resurrezione della carne.
  - I Dannati.
  - Gli Eletti.
  - Gli Eletti chiamati in Paradiso e i Dannati condotti all'Inferno.
  - Dante Alighieri.
  - Virgilio.
  - Empedocle.
  - Dante e Virgilio entrano nel Purgatorio.
  - L'angelo arriva in Purgatorio.
  - Le Vergini.
  - Compianto su Cristo morto con i santi Parenzo e Faustino.
- Cycle de fresque pour le Palais du Magnifico-Pandolfo Petrucci à Sienne.
  - L’amour désarmé et triomphe de la Chasteté, transférée sur toile, National Gallery de Londres.
  - La Calomnie d’Apelle, œuvre perdue.
  - Le Festin de Pan.

### Vierges à l'Enfant
- Vierge à l'Enfant avec saint Joseph et autre saint (1490-1492), tempera sur bois, tondo, diam. 99 cm, Florence, Palais Pitti.
- La Vierge à l'Enfant avec les prophètes et saint Jean Baptiste v.1495, tempera sur bois, 170 × 117,5 cm, Florence, musée des Offices.
- Vierge à l'Enfant, avec anges et saints (1510~), huile sur bois transférée sur toile, 155 × 135 cm, Washington, National Gallery.
- Vierge à l’Enfant avec saints (1515), huile sur bois, 265 × 193 cm, Londres, National Gallery.
- Vierge à l’Enfant avec saints (1515-1520~), huile sur bois, Rome, musée du Château Saint-Ange.

### Histoire et autres images de la Vierge
- Scène de la vie de Joachim et Anne (1490~), huile sur bois, 24 × 43 cm, Florence, collection privée.
- Mariage de la Vierge (1490-1491~), tempera sur bois, 21,6 × 48 cm, Washington, National Gallery.
- Couronnement de la Vierge (1508), huile sur bois, 127 × 223 cm, San Diego, Californie, Timken Art Gallery.
- Sainte Famille (1487-1488), huile sur bois, tondo, diam. 124 cm, Florence, Galerie des Offices.
- La Sainte Famille (1486-1490~), huile sur bois, 81,5 × 65 cm, Londres, National Gallery.
- Naissance de Marie (1490~), huile sur bois, 24 × 43 cm, Florence, collection privée.
- Assomption de la Vierge avec saint Michel et saint Benoît (1480~), huile sur bois, 170 × 131 cm, New York, Metropolitan Museum of Art.
- La Sainte Famille avec Zacharie, Elisabeth et saint Jean Baptiste (1512), huile sur bois, tondo, diam. 70 cm, Berlin, Staatliche Museum.
- La Trinité, la Vierge et deux Saints (1510), huile sur bois, 272 × 180 cm, Florence, Galerie des Offices.
- Immaculée Conception et Saints (1523~), huile sur bois, 217 × 210 cm, Cortona, Musée Diocésain.
- Le Polyptyque d'Arcevia (1507), Arcevia dans les Marches.

### Histoire du Christ
- L'Adoration des bergers (1496), huile sur bois, 215 × 170 cm, Londres, National Gallery.
- L'Adoration des bergers (1509-1510~), tempera sur bois, 35 × 43,5 cm, Philadelphie, Philadelphia Museum of Art.
- L'Adoration des bergers (1510-1515~), huile sur bois, 17 × 65 cm, Londres, National Gallery.
- Fuite en Égypte ; Christ parmi les docteurs (1520~), huile sur bois, 21 × 67 cm, Kansas City, Nelson-Atkins Museum of Art.
- Circoncision du Christ (1490-1491~), huile sur toile transférée sur panneau, 258,5 × 180 cm, Londres, National Gallery.
- L'Agonie au Jardin des Oliviers (1512), huile sur bois, 26 × 67,5 cm, collection Alana (acquisition 2014), Newark (Delaware), États-Unis[16].
- Flagellation du Christ (1480~), huile sur bois, 84 × 57 cm, Milan, pinacothèque de Brera.
- Flagellation (1505~), tempera sur bois, 42 × 34 cm, Venise, Ca' d'Oro, Galleria Giorgio Franchetti alla Ca’ d'Oro.
- La Flagellation et La Crucifixion (1500-1510), fresques, Oratoire San Crescentino, Morra, Città di Castello, Ombrie.
- La Crucifixion (1504-1505~), huile sur bois, 72,5 × 101 cm, Washington, National Gallery.
- Complainte sur le Christ mort (1502), huile sur bois, 270 × 240 cm, quatre panneaux de la prédelle représentant l’Oraison au jardin de Gethsemani, La Cène, La capture du Christ et La Flagellation, huile sur bois, Musée diocésain (Cortone).
- Le Christ en croix et la Madeleine (1500~), tempera sur toile, 247 × 165 cm, Florence, Musée des Offices.
- La Déposition de la Croix (1516), musée Santa Croce, Umbertide.

### Autres scènes religieuses
- Le retable de Sant'Onofrio (1484), huile sur bois, 221 × 189 cm, Museo dell'Opera del Duomo (Pérouse).
- La Naissance de saint Jean Baptiste et l'imposition de son nom (1485-1490~), huile sur bois, 31 × 70 cm, Paris, Musée du Louvre.
- Communion des apôtres (1512), huile sur bois, 232 × 220 cm, Musée diocésain (Cortone).

### Saints
- Sainte Marie Madeleine (1504), tempera sur bois, Orvieto, Museo dell'Opera del Duomo.
- Santa Caterina da Siena, Maria Maddalena e Gerolamo (1498), huile sur bois, 146,5 × 75,5 cm, Berlin, Staatliche Museum.
- Martyre de saint Sébastien (1497-1498~), tempera sur bois, Città di Castello, Pinacoteca comunale.
- Saint Georges terrassant le dragon (1495-1500), huile sur bois, 55 × 75,5 cm, Amsterdam, Rijksmuseum.
- Saint Augustin, sainte Catherine d'Alexandrie et saint Antoine de Padoue (1498), huile sur bois, 145,5 × 76 cm, Berlin, Staatliche Museum.
- Prédelle d'Esther devant Assuérus et Trois épisodes de la vie de saint Jérôme (1519-1522~), huile sur bois, 29,5 × 212,5 cm, Londres, National Gallery.

### Œuvres mythologiques
- L'Éducation de Pan (détruite en mai 1945, peu après la fin de la guerre, dans l'incendie de la Flakturm Friedrichshain, à Berlin), huile sur toile, 194 × 257 cm (Il existe une copie peinte, collection privée et une copie dessinée reproductible de l’œuvre au format 60 × 80 cm[17].)
- L'École de Pan (ou Festin de Pan) l’École de Pan (ou Festin de Pan). Fresque recouverte par une autre fresque, chambre d’Audience du Palais Pandolfo Petrucci de Sienne. Une reconstitution graphique (crayon et encre noire), 58 × 89 cm, a été réalisée en 2022 à partir d’une esquisse sur papier de Luca Signorelli[18].
- Le Triomphe de la Chasteté : l'Amour désarmé (1509~), fresque transférée sur toile, 125 × 133,4 cm, Londres, National Gallery.
- Allégorie de la Fécondité et de l'Abondance (1500~), tempera sur bois, 58 × 105,5 cm, Florence, Musée des Offices.
- Coriolan persuade la famille de quitter Rome (1509~), fresque transférée sur toile, 125 × 125 cm, Londres, National Gallery.

### Œuvres profanes
- Portrait d'homme (1492~), huile sur bois, 50 × 32 cm, Berlin, Staatliche Museum.
- Testa di un ragazzo (1492-1493~), huile sur bois, 26 × 20,5 cm, Philadelphie, Philadelphia Museum of Art.
- Autoportrait avec Vitelozzo Vitelli (1500-1503), huile sur bois, Museo dell'Opera del Duomo (Orvieto).

### Galerie

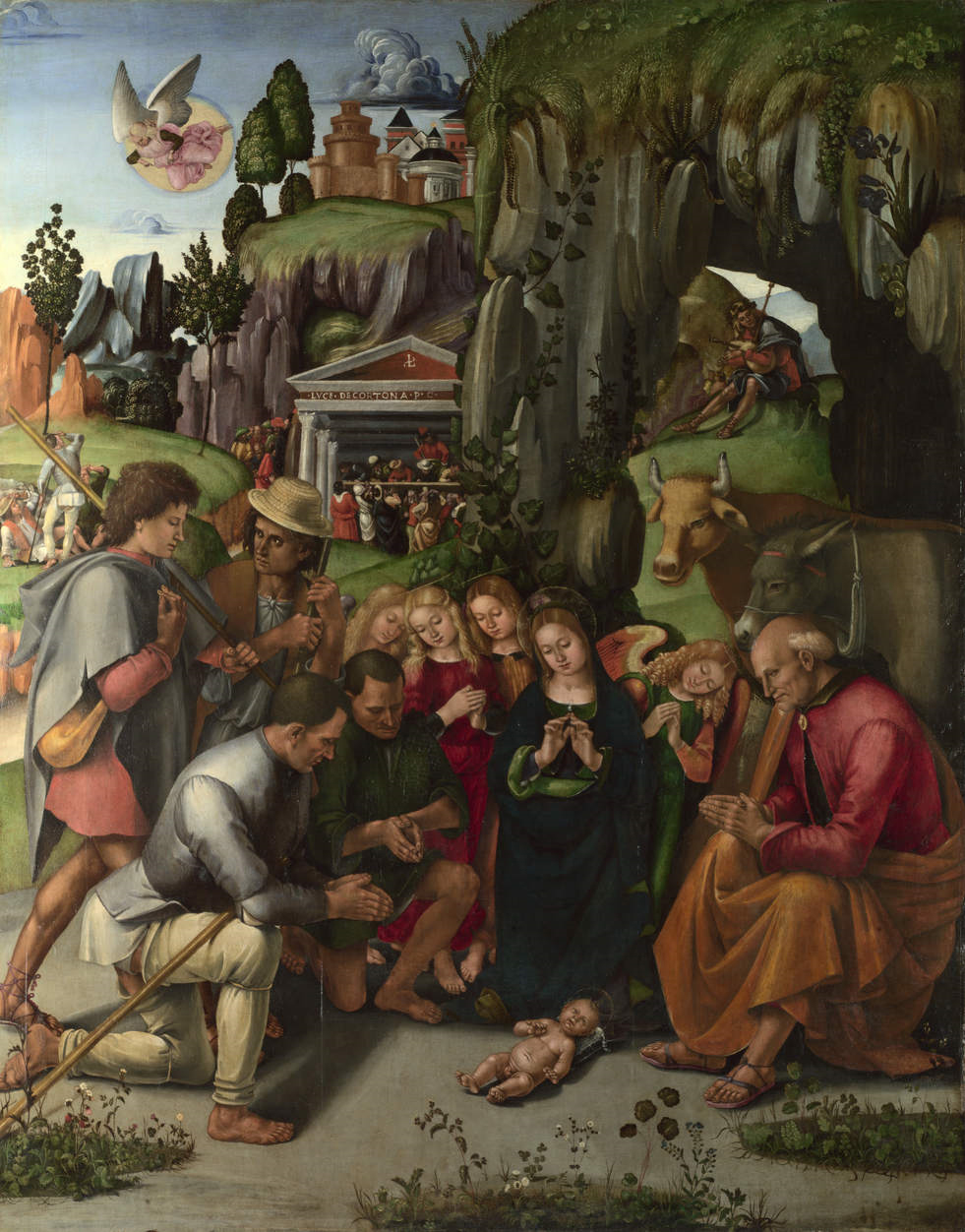
Adoration des bergers, National Gallery, Londres.
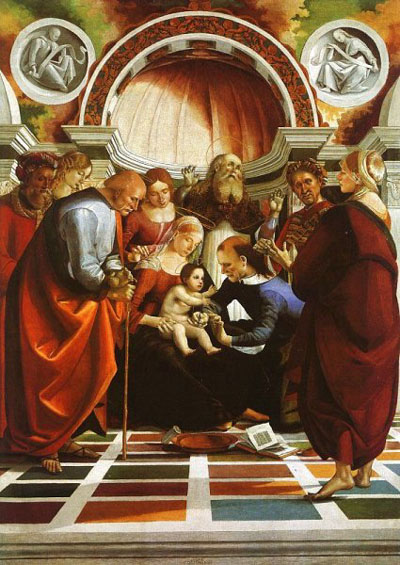
La Circoncision, National Gallery.
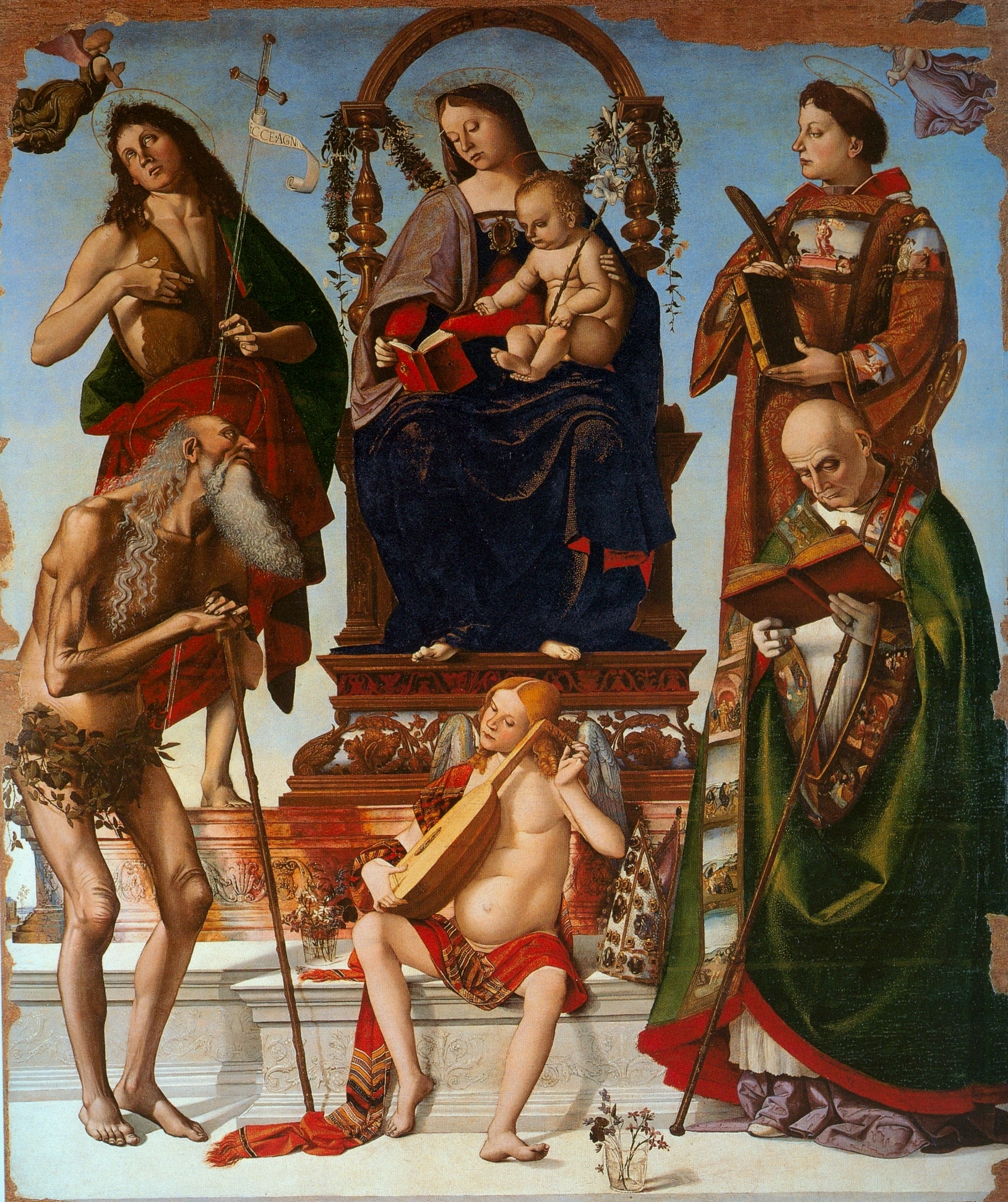
Retable de Sant'Onofrio
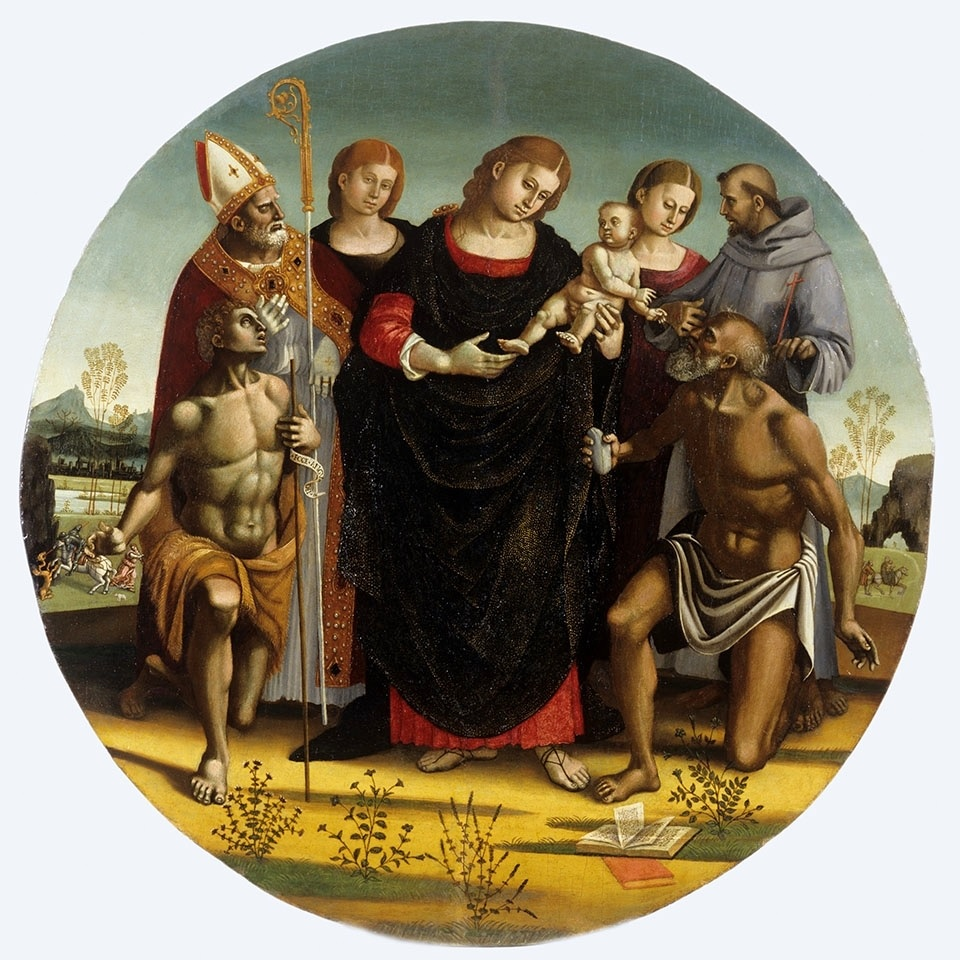
Conversation sacrée.
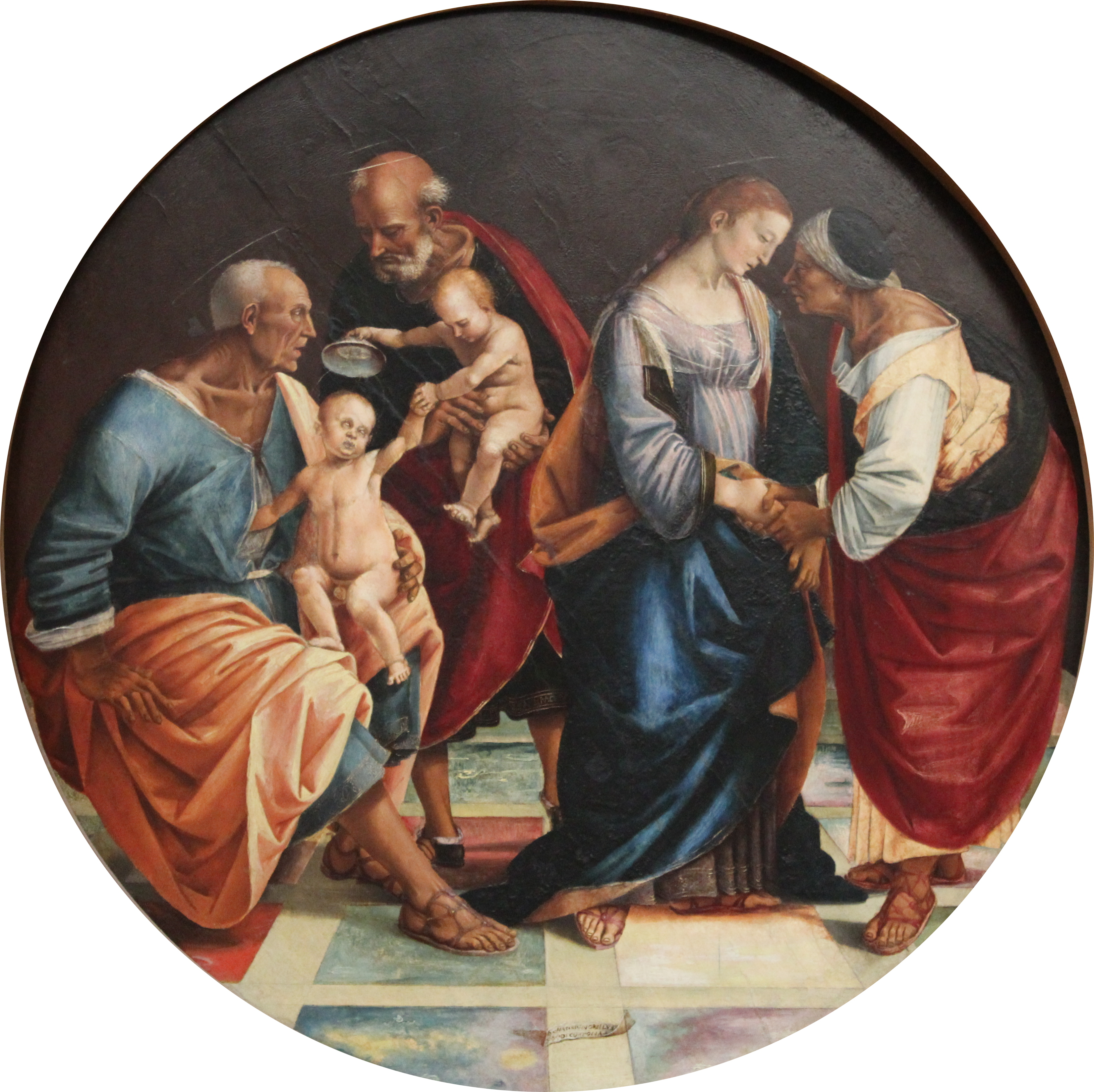
Sainte Famille avec Zaccharie, Élisabeth et Jean enfant, Gemäldegalerie de Berlin.
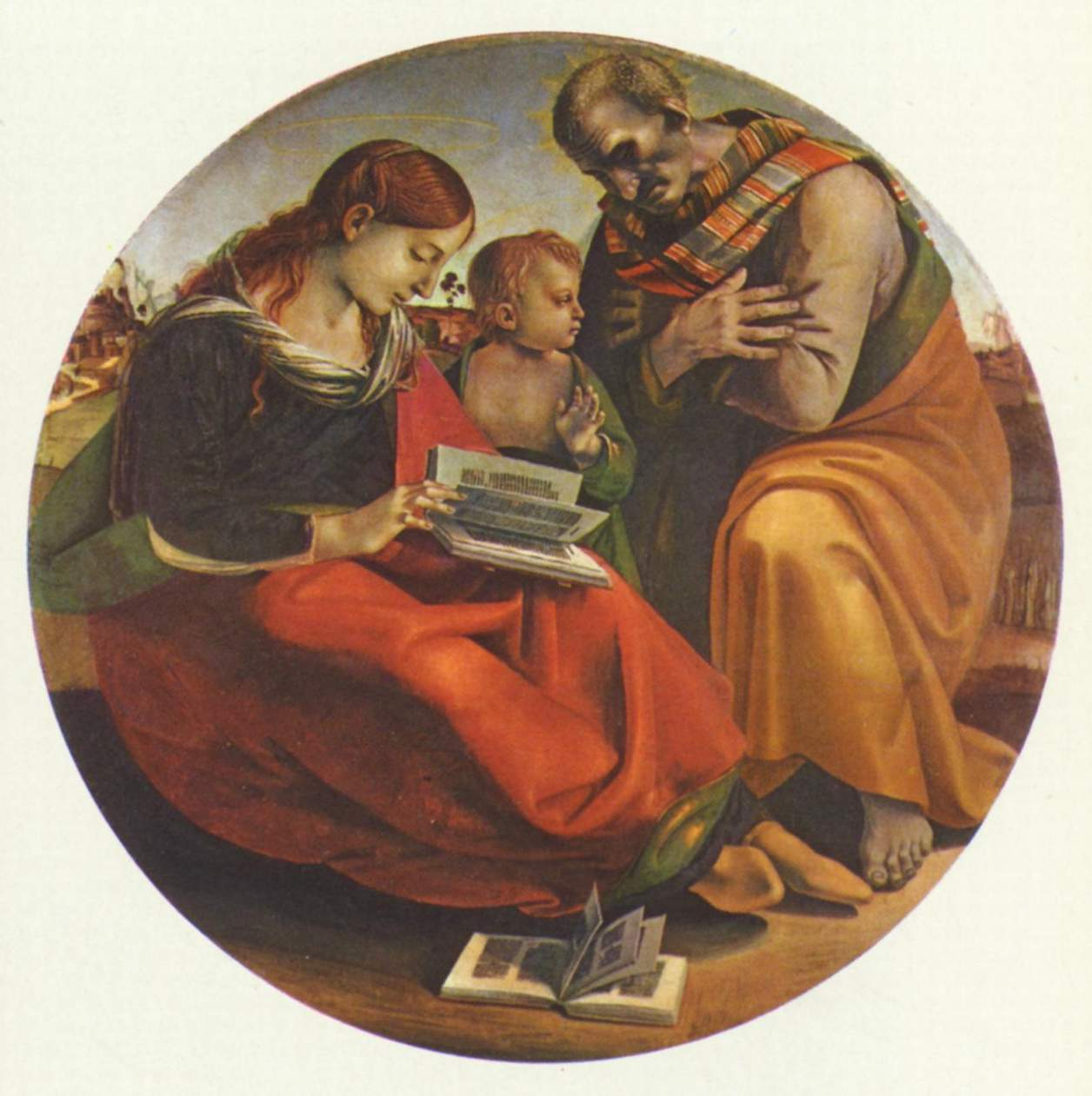
Sainte Famille, musée des Offices, Florence.
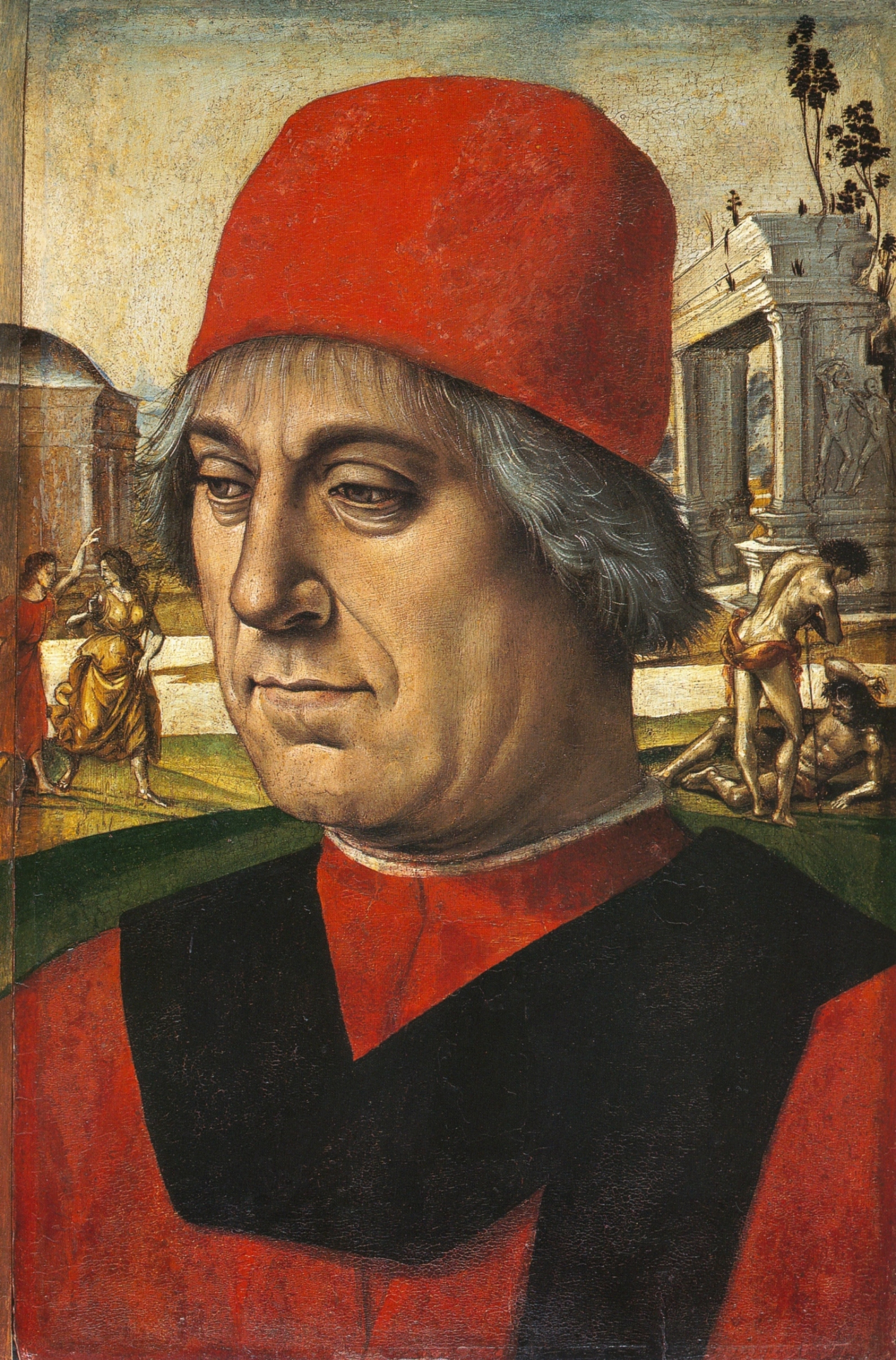
Portrait d’un vieil homme, Gemäldegalerie de Berlin.
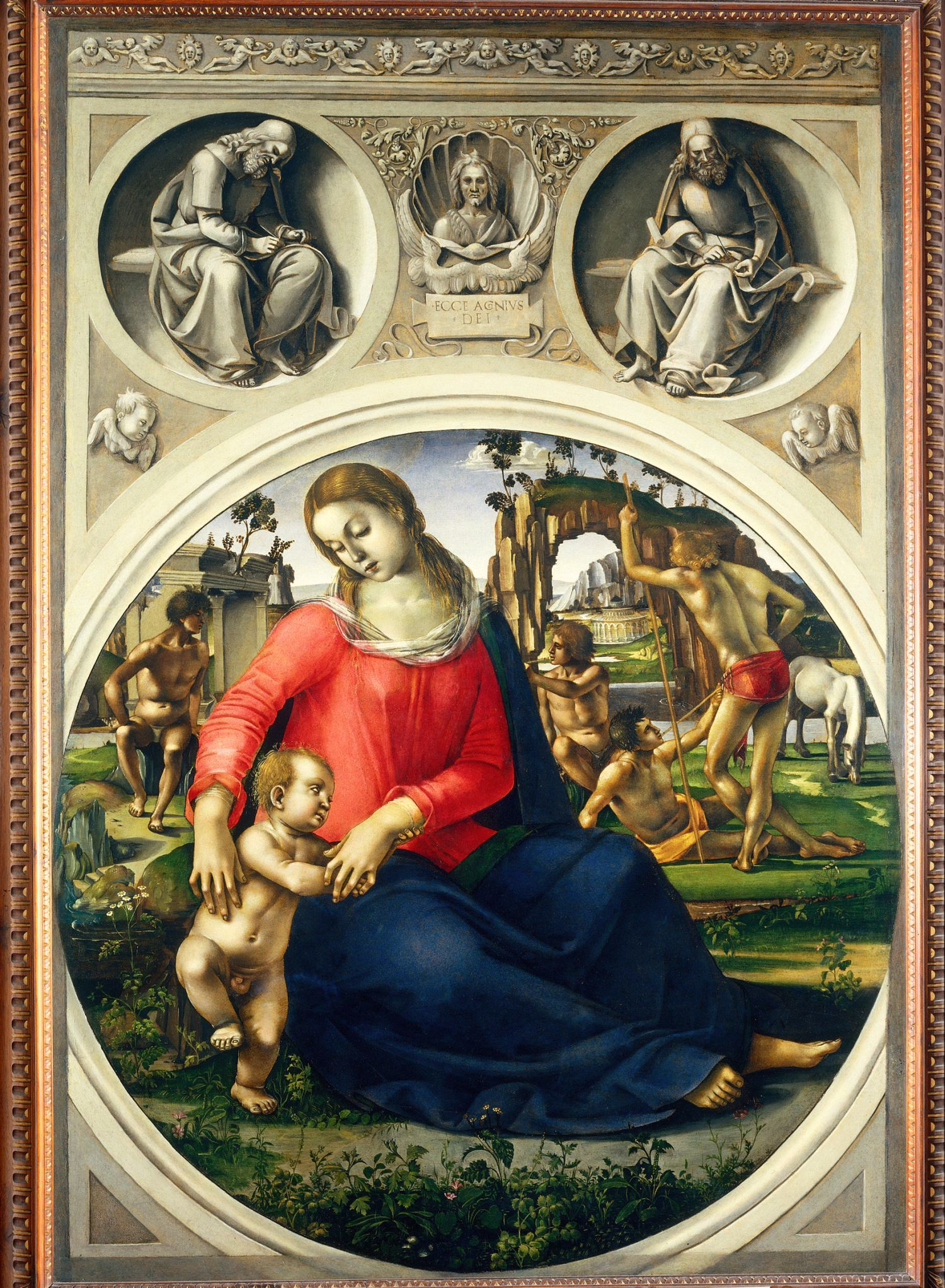
Vierge à l'Enfant, musée des Offices, Florence.
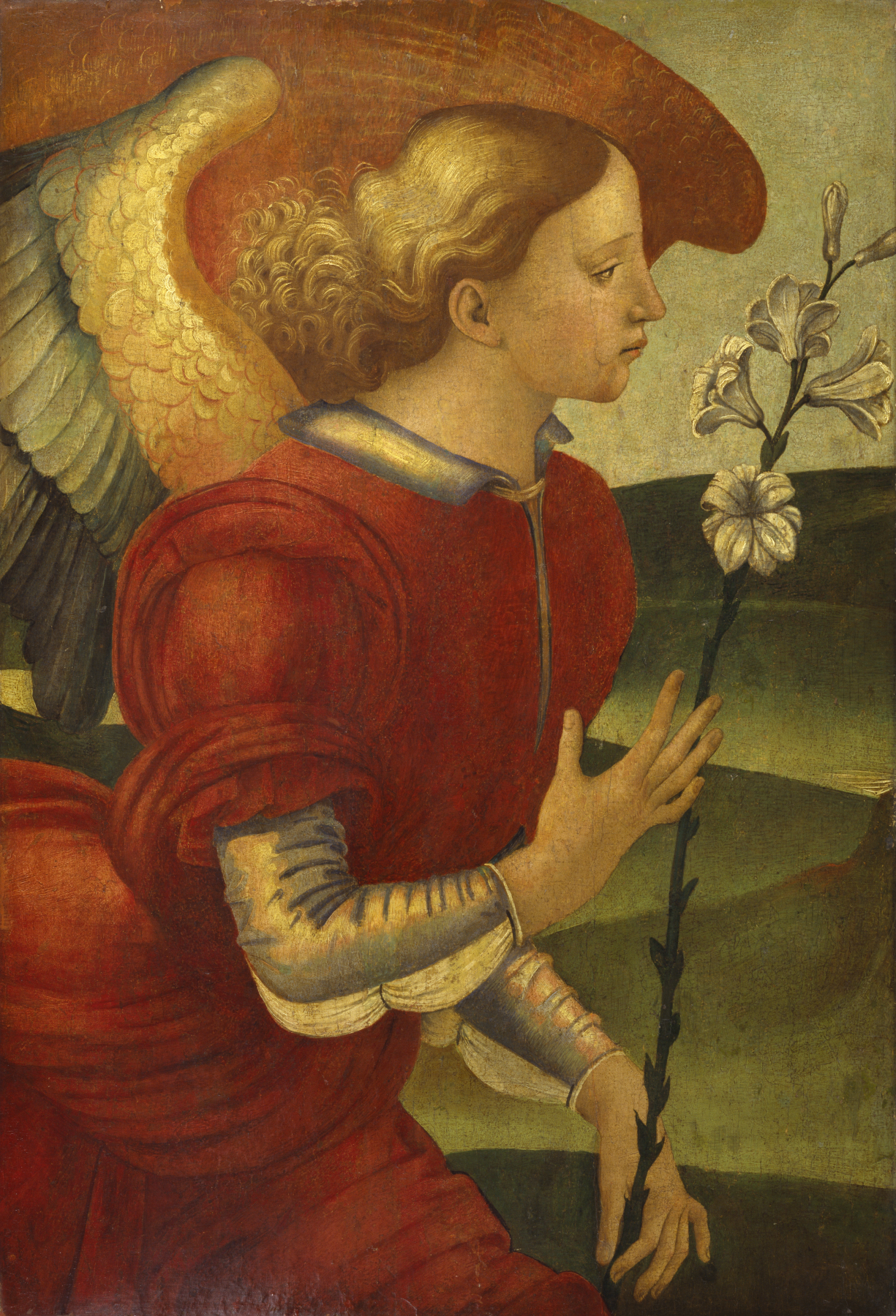
L'Archange Gabriel.

## Hommages ou références au peintre
- Bruno Streiff, La Passion, selon le peintre Luca Signorelli, Paris, Éditions Complicités, roman développé à partir d'un épisode de la vie du peintre : la mort accidentelle de son fils.
- La fresque de La Prédication de l’Antéchrist est évoquée par Sigmund Freud dans « Sur le mécanisme psychique de l’oubli ».

« Ce fut Luca, personne d’excellentes mœurs, sincère et aimante avec ses amis, et doux et agréable de conversation avec tous, et surtout courtois auprès de ceux qui avaient besoin de son œuvre, et toujours à portée de ses disciples dans l'enseignement. Il vécut magnifiquement et se fit un plaisir d’être bien habillé ; pour toutes ces qualités, il fut toujours, dans sa patrie comme en dehors, en grande vénération »

— Giorgio Vasari, La vie des plus excellents peintres, sculpteurs et architectes (1568), Vie de Luca Signorelli da Cortona peintre.